# Friedrich Dürrenmatt

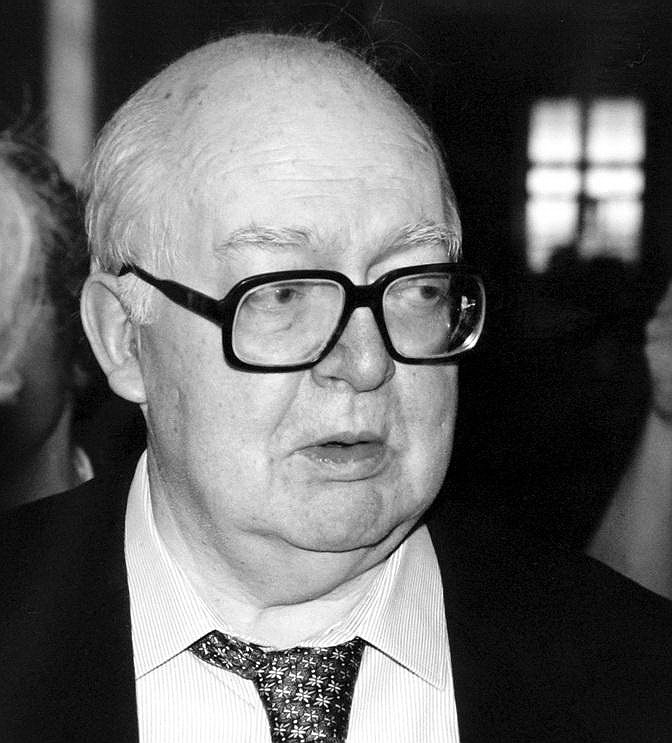
Friedrich Dürrenmatt, 1989

Friedrich Reinhold Dürrenmatt (* 5. Januar 1921 in Stalden im Emmental; † 14. Dezember 1990 in Neuenburg; heimatberechtigt in Guggisberg) war ein Schweizer Schriftsteller, Dramatiker und Maler. Sein Lebenswerk umfasst Erzählungen, Essays, Romane, Hörspiele, Theaterstücke, Gemälde, Zeichnungen und Karikaturen. Bekannt wurde er vor allem mit den Kriminalromanen Der Richter und sein Henker, Der Verdacht und Das Versprechen, mit den Theaterstücken Der Besuch der alten Dame, Die Physiker und Der Meteor erlangte er Weltruhm. Er zählt zu den bedeutendsten Schriftstellern und Dramatikern des 20. Jahrhunderts. Sein bildnerisches Werk wird in einer Dauerausstellung im Museum Centre Dürrenmatt Neuchâtel präsentiert.

## Leben

### Kindheit und Jugend
Friedrich Dürrenmatt kam 1921 in Stalden im Emmental zur Welt, das 1933 in der politischen Gemeinde Konolfingen aufging. Er war das erste Kind von Reinhold (1881–1965) und Hulda Dürrenmatt (1886–1975), geborene Zimmermann. Sein Vater war reformierter Pfarrer des Dorfes, sein Grossvater Ulrich Dürrenmatt war Politiker und Dichter. Seine Mutter, Tochter eines Bauern, war Hausfrau. Sein Grossvater gab die Bauernhäuser indes in Pacht und amtete ausschließlich als Gemeindepräsident von Wattenwil. 1924 wurde seine Schwester Verena („Vroni“; † 2018) geboren. Rückblickend sagte Dürrenmatt über seine Zeit in Stalden: „Man ist im Dorf schon als Pfarrerssohn isoliert. […] Wenn der Pfarrerssohn einen Streich macht, ist das viel schlimmer, als wenn der Metzgersohn einen Streich macht.“ Im Oktober 1935 zog die Familie nach Bern um, wo der Vater Pfarrer am Diakonissenhaus wurde. Die Weltwirtschaftskrise machte sich zu diesem Zeitpunkt auch in der Schweiz bemerkbar und das mittelständische Bürgertum wurde ärmer.
Friedrich Dürrenmatt besuchte zunächst (bis 1937) das Freie Gymnasium Bern, später das Humboldtianum, an dem er 1941 die Matura ablegte. Er war kein besonders guter Schüler (Gesamtnote: „knapp ausreichend“) und bezeichnete seine Schulzeit selbst als die „übelste Zeit“ seines Lebens. Die Schule wechselte er, weil ihm die Art des Unterrichts nicht gefiel, weil er schlechte Noten hatte und weil er durch sein Verhalten bei den Lehrern aneckte. Von Mai bis September 1941 war Dürrenmatt zunächst aktives, danach passives Mitglied einer Fröntler-Vereinigung und machte sich für die Aufnahme von extremen Nationalsozialisten stark. In seinen Erinnerungen erwähnte er, dass er dies nur tat, um sich von seinem Vater abzugrenzen. Wiederholt spielen in seinen Werken auch religiöse Motive wie Schuld, Verzeihen und Verantwortung eine Rolle.

### Erste zeichnerische Werke
Noch in Konolfingen begann er zu malen und zu zeichnen, eine Neigung, die er sein Leben lang verspüren sollte. Er illustrierte später manche seiner eigenen Werke, fertigte Skizzen und zum Teil ganze Bühnenbilder an. Seine Bilder wurden 1976 und 1985 in Neuenburg, 1978 in Zürich ausgestellt.

### Studium in Philosophie und Naturwissenschaften
Eigentlich wollte er eine Ausbildung zum Kunstmaler machen, studierte aber dann ab 1941 Philosophie, Naturwissenschaften und Germanistik an der Universität Bern, dazwischen 1942/43 an der Universität Zürich. In Bern wohnte er bei seinen Eltern in einer Mansarde, die er mit grossen Wandbildern ausstattete, die später übertüncht und erst Anfang der neunziger Jahre entdeckt, freigelegt und restauriert wurden (siehe Dürrenmatt-Mansarde). Als angehender Student schrieb Dürrenmatt 1941 an seinen Vater:

„Es handelt sich nicht darum zu entscheiden, ob ich ein ausübender Künstler werde oder nicht, denn da wird nicht entschieden, sondern das wird man aus Notwendigkeit. [...] Das Problem liegt ja bei mir ganz anders. Soll ich malen oder schreiben. Es drängt mich zu beidem.“

Durch den Beginn seines Studiums in Bern änderten sich Dürrenmatts soziale Kontakte: „War ich vorher ein Einzelgänger gewesen, wurde ich geselliger. Ich verkehrte mit anderen Studenten, doch auch mit Bekannten aus der Gymnasialzeit, mit Freunden, mit denen ich in einer kleinen Kellerkneipe in der Altstadt und nachher oft noch in meinem ausgemalten Mansardenzimmer diskutierte.“ 1942 lernte er die Walliser Kunststudentin Christiane Zufferey (1920–2011) kennen, die an der Kunstgewerbeschule Zürich studierte und seine erste Freundin wurde. Im Sommer 1944 absolvierte er seinen Hilfsdienst (Schweizer Armee) in Interlaken. 1946 beendete er die Beziehung zu Christiane Zufferey, die zur Fortsetzung ihres Studiums als Malerin nach Paris ging. Im selben Jahr beendete er auch sein Studium, ohne seine geplante Dissertation zu Søren Kierkegaard auch nur anzufangen, entschlossen, Schriftsteller zu werden.

### Erste Ehe mit Lotti Geissler
Am 12. Oktober 1946 heiratete er die Schauspielerin Lotti Geissler (1919–1983). Die kirchliche Trauung erfolgte durch seinen Vater Reinhold. Zunächst wohnte das Paar in Basel, wo 1947 der Sohn Peter geboren wurde. 1948 übersiedelte die Familie in die Gemeinde Ligerz am Bielersee, wo sie zunächst im Haus der Schwiegermutter im Ortsteil Schernelz, ab 1949 im Weiler Festi wohnte.

### Der Richter und sein Henker
Aus Geldnot schrieb Dürrenmatt für ein Honorar von 1000 Franken 1950 für den Schweizerische Beobachter den Kriminalroman Der Richter und sein Henker, mit offenem Bezug auf angrenzende Lokalitäten wie Lamboing. In dessen Verfilmung im Jahr 1975 tauchte er als „Friedrich“ auf.

### Erste Theateraufführungen
Max Frisch hatte vom Theaterverleger Kurt Reiss das Manuskript von Dürrenmatts erstem Bühnenwerk Es steht geschrieben erhalten und nach der Lektüre mit einem Brief den Kontakt zu Dürrenmatt eröffnet. Die an das Täuferreich von Münster anknüpfende Komödie wurde im April 1947 am Schauspielhaus Zürich uraufgeführt und verursachte einen Theaterskandal. Nachdem es nicht den erhofften Anklang gefunden hatte, zog der Autor es im folgenden Jahr wieder zurück. 1948 folgte sein zweites Stück, Der Blinde; auch dieses Drama fand kaum Beachtung. 1949 kam sein drittes Stück, die Komödie Romulus der Große, auf die Bühne, anstelle des nicht zu Ende geschriebenen und vom Autor vernichteten Werks Der Turmbau zu Babel.

### Aufträge für Hörspiele
Die ersten Jahre als freier Schriftsteller waren wirtschaftlich schwierig für Dürrenmatt und seine bald fünfköpfige Familie – 1949 war Tochter Barbara, 1951 Tochter Ruth hinzugekommen. Dann besserte sich die finanzielle Situation allmählich, besonders aufgrund von Hörspiel-Aufträgen deutscher Rundfunkanstalten: „Die westdeutschen Rundfunkanstalten waren damals unsere Mäzene. Die Intendanten und Dramaturgen benahmen sich auch so. Ohne sie war es unmöglich, sich als Schriftsteller durchs Leben zu schlagen“, resümierte Dürrenmatt. Ausserdem wurde zu dieser Zeit der Arche Verlag zu seinem Stammverlag. Seine beiden Krimis (Der Richter und sein Henker und Der Verdacht) wurden ab 1950 zuerst als Fortsetzungsgeschichten im Schweizerischen Beobachter veröffentlicht.

### Fester Wohnsitz oberhalb von Neuenburg
1952 kaufte Dürrenmatt ein Haus im kleinen, romantischen Tal Vallon de l'Ermitage am Pertuis du Sault oberhalb von Neuenburg. Hier, im französischsprachigen Teil der Schweiz, fand die Familie Dürrenmatt ihren festen Wohnsitz. 1965 liess er eine zweite Villa bauen, die er zuerst als Arbeitsort und später auch als Wohnraum nutzte. Von diesem Standort aus, mit Sicht auf den Neuenburgersee und die Schweizer Alpen, schrieb Dürrenmatt seine international erfolgreichen Romane und Theaterstücke, malte und zeichnete bis zu seinem Tod im Jahr 1990.

### Welterfolge mit Theaterstücken

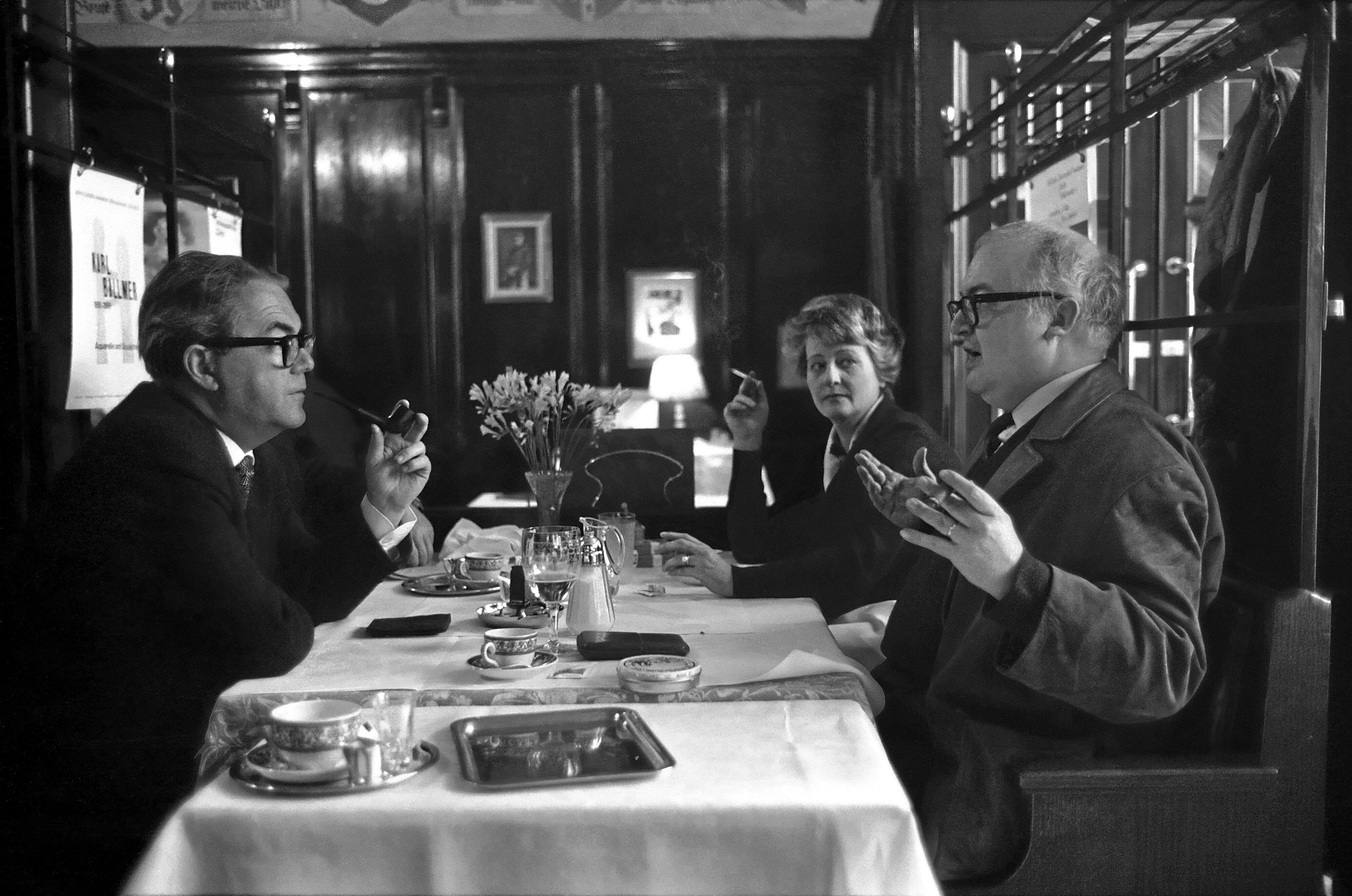
Max Frisch, Friedrich Dürrenmatt und seine Frau Lotti Dürrenmatt-Geissler in der Kronenhalle in Zürich, Foto: Jack Metzger, Comet Photo, Bildarchiv der ETH Zürich, 1963

1950 entstand die Komödie Die Ehe des Herrn Mississippi, mit der Dürrenmatt 1952 seinen ersten grossen Erfolg auf den bundesdeutschen Bühnen verzeichnen konnte, nachdem sie von den Schweizer Bühnen zuvor abgelehnt worden war.

Dürrenmatt-Bank oberhalb von Vulpera

#### Der Besuch der alten Dame
Weltweiten Ruhm erzielte Dürrenmatt 1956 mit seiner Tragikomödie Der Besuch der alten Dame. Uraufgeführt wurde das Stück mit Therese Giehse in der Hauptrolle am Schauspielhaus Zürich, Regie führte Oskar Wälterlin. Der überragende Erfolg dieses Werks begründete Dürrenmatts finanzielle Unabhängigkeit. So konnte er 1957 eine Bedienstete anstellen, die junge Erika Willener, die den Haushalt führte und die Kinder betreute. Dies erlaubte Lotti Dürrenmatt, ihren Mann auf seinen Reisen zu begleiten.
1957 und 1959 verbrachte Dürrenmatt einen Kuraufenthalt im Grandhotel Waldhaus in Vulpera. Hier versuchte ein Kurarzt das für den an Diabetes erkrankten Dürrenmatt geeignete Insulin zu finden.
Dieser besondere Ort und eine Sitzbank, von der er auf das Hotel Waldhaus hinunterschauen konnte, wirkten inspirierend auf ihn: "Auf diesen sich ständig wiederholenden Spaziergängen, bei denen ich mehr lief als ging, fielen mir 'Die Physiker' und 'Der Meteor' ein, wobei ich nicht zu sagen wüsste, welcher der beiden Stoffe mir zuerst einfiel (...)."

#### Die Physiker
Auf den Misserfolg mit der „musikalischen Komödie“ Frank der Fünfte (1960) folgte 1962 der zweite Welterfolg mit Die Physiker, uraufgeführt am Schauspielhaus Zürich. In der weiblichen Hauptrolle spielte wiederum Therese Giehse, Regie führte Kurt Horwitz.

#### Der Meteor
Das zum Theaterstück umgearbeitete Hörspiel Herkules und der Stall des Augias (1963) kam beim Publikum wiederum nicht an. Mit Der Meteor, seinem persönlichsten Stück, konnte er 1966 den dritten und letzten Welterfolg als Dramatiker feiern. Die Hauptrolle des Wolfgang Schwitter hatte er für Leonard Steckel geschrieben, Regie führte am Schauspielhaus Zürich Leopold Lindtberg, der 1966 als Direktor des Hauses fungierte. Das Bühnenbild hatte, wie schon das für Der Besuch der alten Dame und Die Physiker, Teo Otto realisiert.

#### Theaterfotografien UraufführungDer Meteor, Schauspielhaus Zürich
Alle Bilder, Probe und Aufführung: Comet Photo, Bildarchiv der ETH Zürich, 1966 und 1967

Friedrich Dürrenmatt im Zuschauerraum, Foto: Jack Metzger
Leopold Lindtberg im Gespräch mit Friedrich Dürrenmatt, Foto: Ders.
Proben, v. l. im Vordergrund: Friedrich Dürrenmatt, Leopold Lindtberg und Leonard Steckel, rechts: Peter Brogle, Foto: Ders.
Wolfgang Reichmann als Professor Schlatter, Chirurg, und Friedrich Dürrenmatt
links: Peter Brogle als Hugo Nyffenschwander, Kunstmaler, rechts: Leonard Steckel in der Hauptrolle des Wolfgang Schwitter
Leonard Steckel

In den 1960ern stand Dürrenmatt mit seinen Theaterwerken auf dem Höhepunkt seines Öffentlichkeitserfolges. Zu grossem Ruhm verhalf Dürrenmatt zudem sein Drehbuch zu dem Heinz-Rühmann-Film Es geschah am hellichten Tag (1958), nach dessen Vorbild er auch seinen Roman Das Versprechen schrieb. Der Film gilt noch heutzutage als einer der größten deutschen Kriminalfilme.

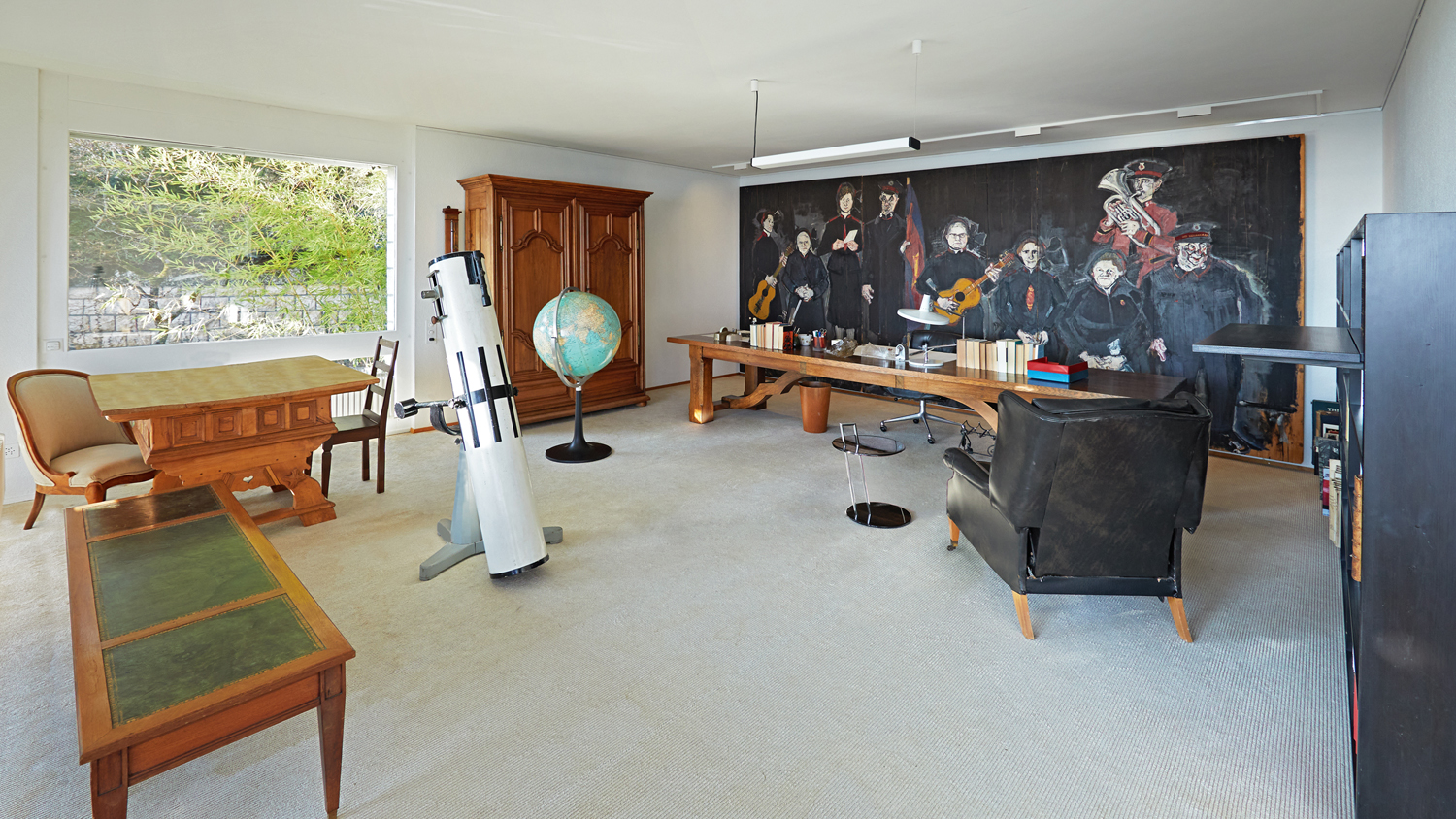
Das Büro in der zweiten Villa, an der Wand: Die Heilsarmee, seines Freundes Varlin, 1964
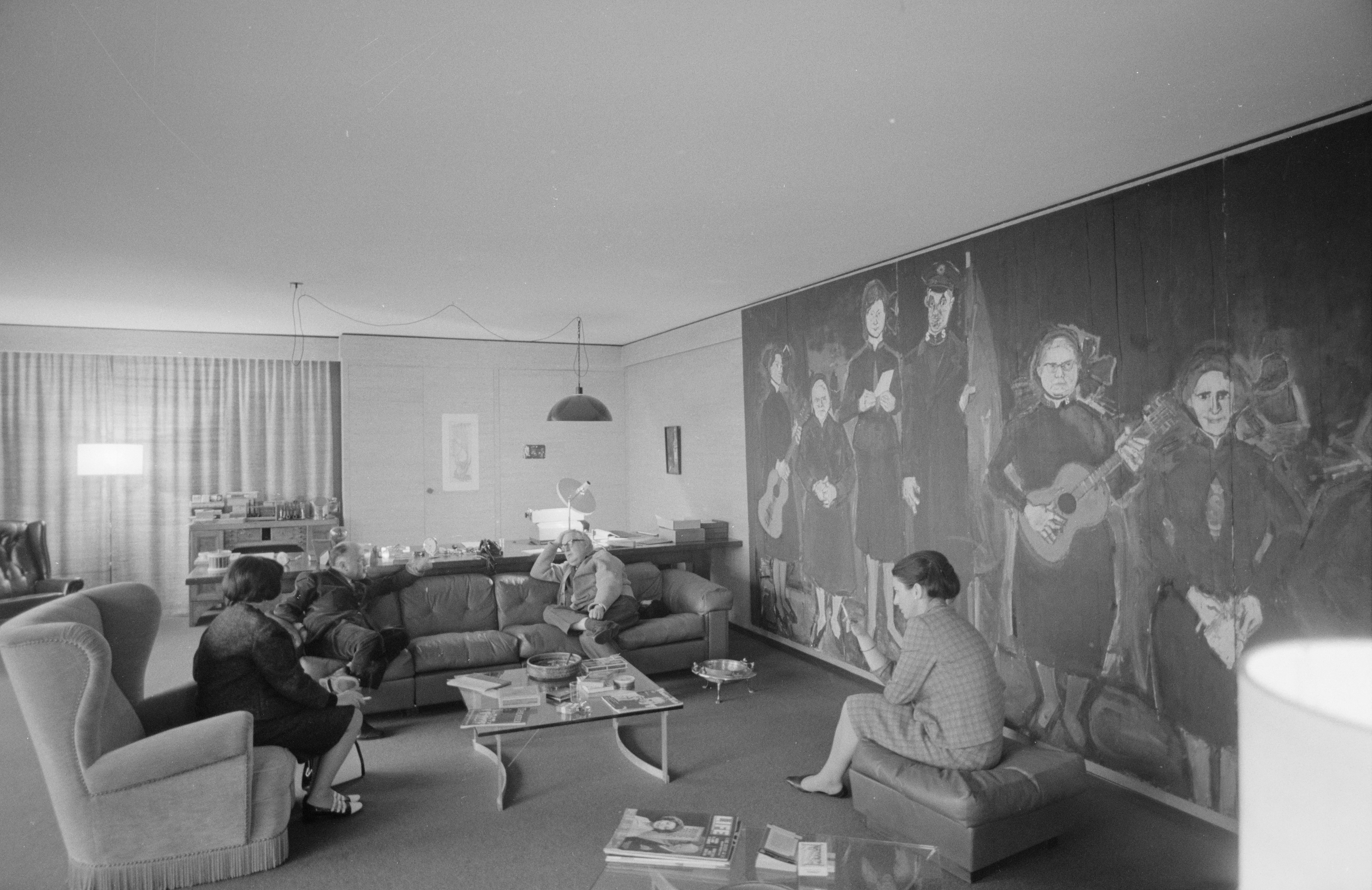
Dürrenmatt 1966 in seinem Arbeitszimmer in Neuchâtel im Gespräch mit Eugène Ionesco, Foto: Jack Metzger, Comet Photo, Bildarchiv der ETH, Zürich

Ab 1967 widmete er sich auch der praktischen Theaterarbeit, erst an Basler Bühnen, nach einem Herzinfarkt im Oktober 1969 in der Neuen Schauspiel AG in Zürich, schließlich in Düsseldorf. Dort fanden zwei seiner Uraufführungen statt, Porträt eines Planeten und Titus Andronicus. Er inszenierte mehrere spektakuläre Wiederaufführungen seiner eigenen Stücke, so 1978 in Wien Der Meteor (1964/1965).

### Politische Standpunkte

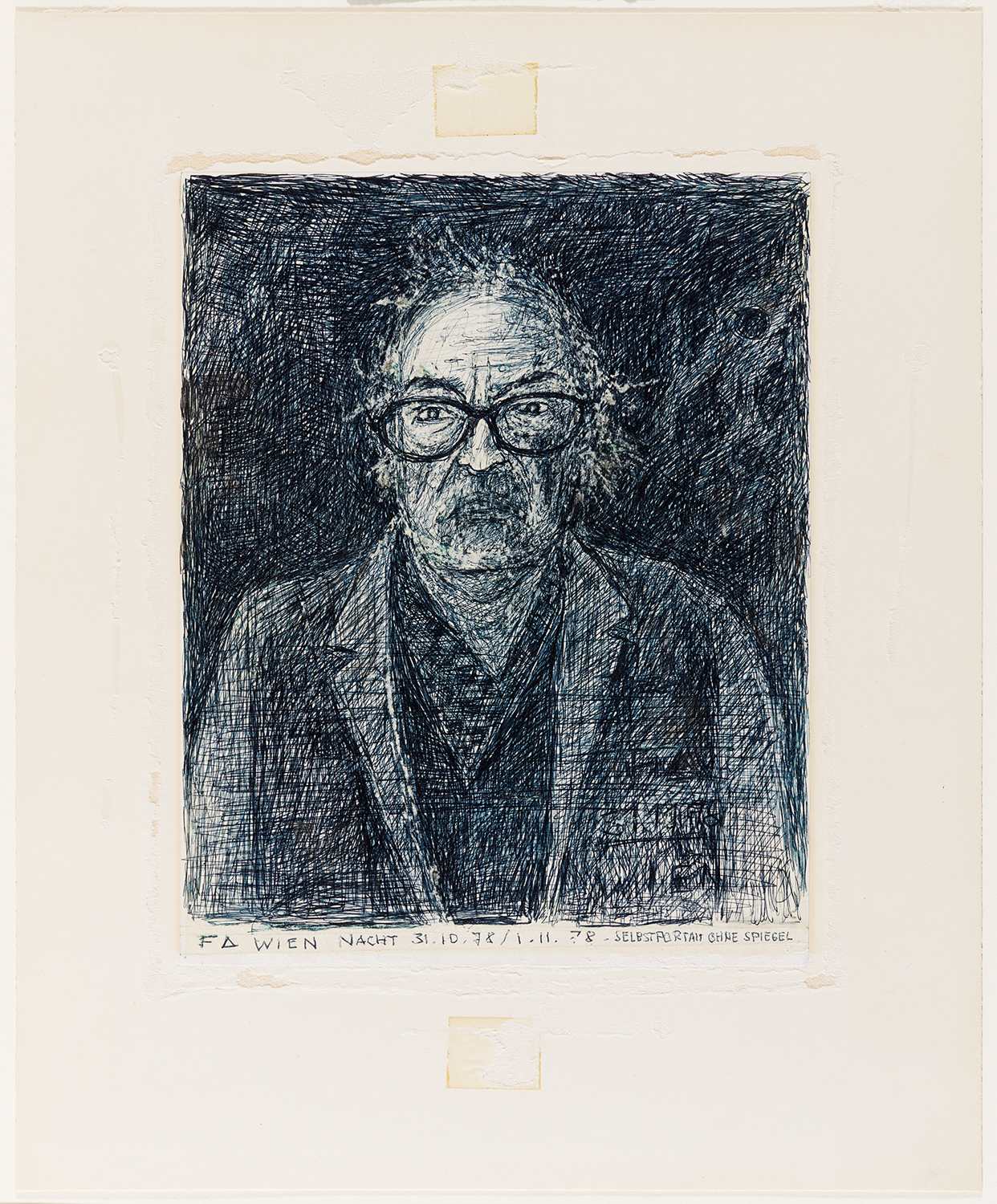
Selbstportrait ohne Spiegel, Sammlung Centre Dürrenmatt Neuchâtel, 1978

Dürrenmatt nahm als gesellschaftskritischer Autor in Essays, Vorträgen und Festreden Stellung zur internationalen Politik, etwa mit Sätze aus Amerika (1970), dem Pressetext Ich stelle mich hinter Israel (1973) und einem Vortrag zum 100. Geburtstag von Albert Einstein an der ETH Zürich (1979). Im Februar 1987 nahm er an der von Michail Gorbatschow einberufenen Friedenskonferenz in Moskau teil und hielt eine Rede, die später unter dem Titel "Kants Hoffnung" erschien. 1990 hielt er eine Rede zu Václav Havel (unter dem Titel: "Die Schweiz – ein Gefängnis"). Auf Grund seiner Stellungnahmen wurde Dürrenmatt fünfzig Jahre lang von der schweizerischen Bundespolizei ausspioniert, was er in seiner Rede auf Havel auch thematisierte.
Dürrenmatt hinterfragte die damalige Welt, die sich am Rande der Implosion befand. Er verarbeitete diese Themen kritisch und interpretierte sie neu. Und vor allem schuf er Gemälde, Zeichnungen und Karikaturen. Albrecht Dürer, Hieronymus Bosch, Pieter Bruegel, Giovanni Battista Piranesi, Francisco de Goya und sein Freund Varlin waren Inspirationsquellen für den Maler Dürrenmatt. Er legte die Themen aus Mythologie und Religion neu aus. Er verkaufte seine Bilder nicht und stellte sie nur selten aus. Er sagte:

„Meine Zeichnungen sind nicht Nebenarbeiten zu meinen literarischen Werken, sondern die gezeichneten und gemalten Schlachtfelder, auf denen sich meine schriftstellerischen Kämpfe, Abenteuer, Experimente und Niederlagen abspielen.“

### Zweite Ehe mit Charlotte Kerr
Am 16. Januar 1983 starb seine Frau Lotti. Dürrenmatt befand sich in einer persönlichen und beruflichen Krise. Einige Monate später willigte er ein, in einem Dokumentarfilm der Regisseurin Charlotte Kerr mitzuwirken. Diese berufliche Begegnung war Liebe auf den ersten Blick. Das Paar heiratete im folgenden Jahr. So erlebte Dürrenmatt im Alter von 64 Jahren einen neuen künstlerischen Aufschwung und setzte sein monumentales Werk Stoffe fort, mit dem er 20 Jahre zuvor begonnen hatte. Diese Stoffe bilden eine Autobiografie, die Erinnerungen, Fiktionen und philosophische Überlegungen vermischt. Es entstand ein literarisches Mosaik, das in keine Schublade passt. Im Dezember 1990 starb Friedrich Dürrenmatt in Neuenburg im Alter von 69 Jahren an Herzversagen. Charlotte Kerr hat ihre Erinnerungen an die gemeinsame Zeit in ihrem Buch Die Frau im roten Mantel verarbeitet.

### Das Gesamtwerk
Für die 29-bändige Werkausgabe, die 1980 im Arche Verlag als gebundene Ausgabe und im Diogenes Verlag als Taschenbuch erschien, hatte Dürrenmatt von den meisten seiner Werke Neufassungen hergestellt. In dieser Zeit setzte er sich intensiv mit seiner eigenen Arbeitsweise und seinen von ihm erschaffenen Figuren und Orten auseinander, mündend in den beiden Bänden Labyrinth. Stoffe I–III (1981) und Turmbau. Stoffe IV–IX (1990). Aus Typoskripten wurde 1992 postum unter dem Titel Gedankenfuge eine Fortsetzung der Stoffe veröffentlicht. 2021 wurden die Stoffe in einer fünfbändigen Edition neu herausgegeben, die auch online frei verfügbar ist.

„Aber die Stoffe sind die Resultate meines Denkens, die Spiegel, in denen, je nach ihrem Schliff, mein Denken und damit auch mein Leben reflektiert werden.“

### Initiant und geistiger Vater des Schweizerischen Literaturarchivs
Friedrich Dürrenmatt vermachte durch einen Erbvertrag seinen literarischen Nachlass der Schweizerischen Eidgenossenschaft, die im Gegenzug 1991 das Schweizerische Literaturarchiv (SLA) als Abteilung der Schweizerischen Nationalbibliothek in Bern geschaffen hat.

## Das Centre Dürrenmatt Neuchâtel
Im Jahr 2000 wurde das Centre Dürrenmatt Neuchâtel eröffnet, ein Museum der Schweizerischen Nationalbibliothek, das vom Architekten Mario Botta entworfen wurde und dem Studium, der Erhaltung und der Vermittlung des bildnerischen Werks von Friedrich Dürrenmatt im Dialog mit seinem literarischen Werk gewidmet ist.

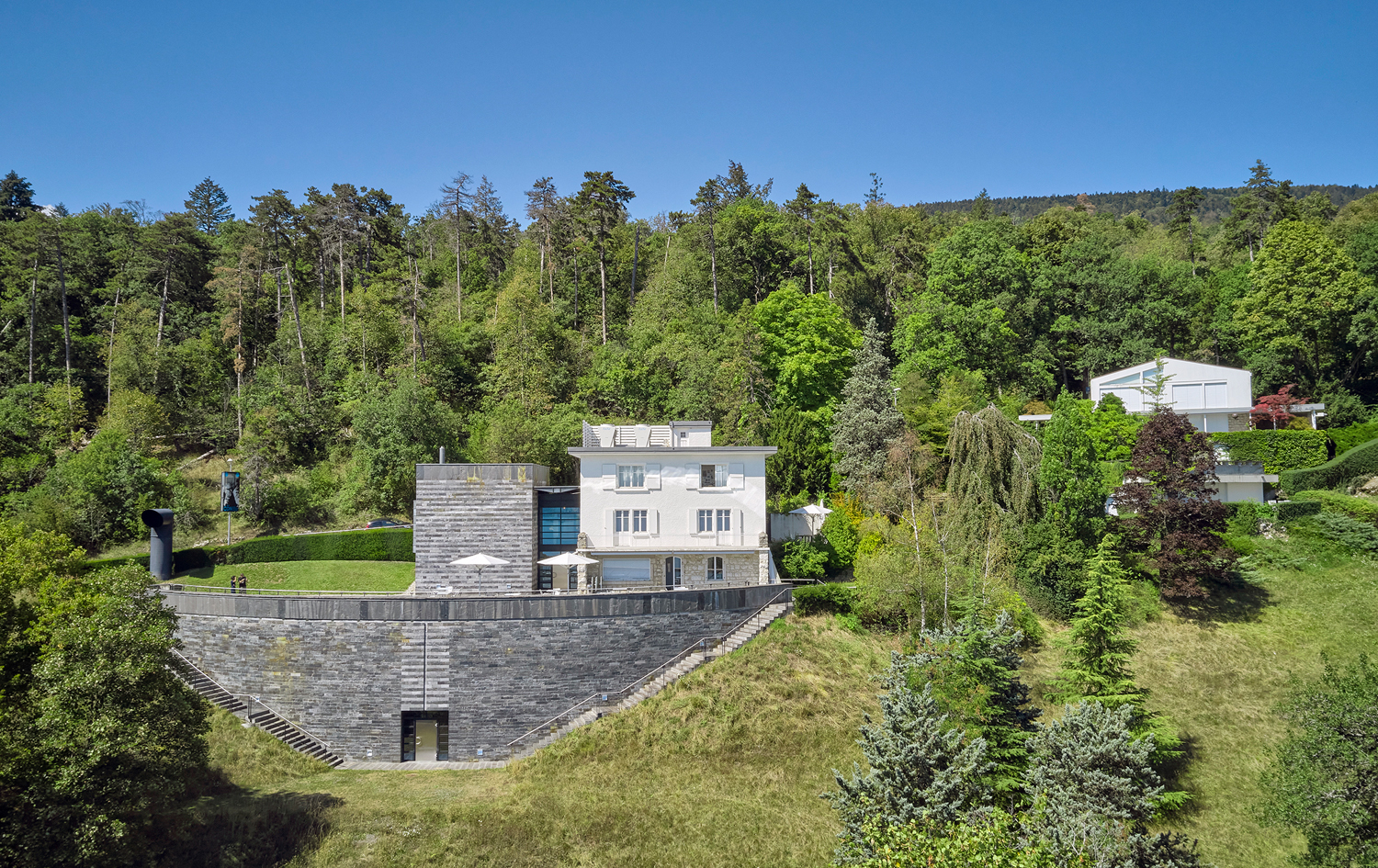
Das Bauwerk von Mario Botta
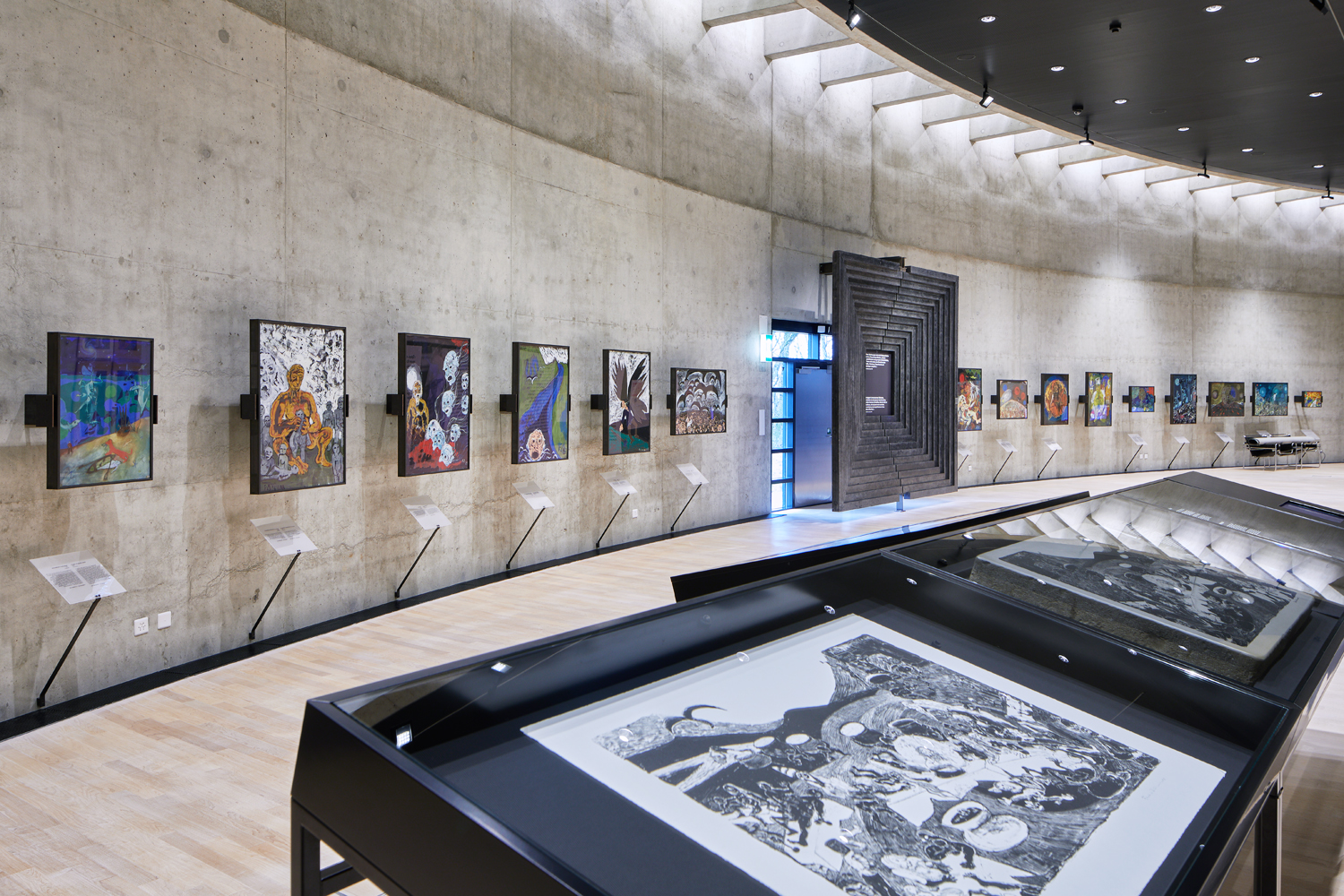
Dauerausstellung
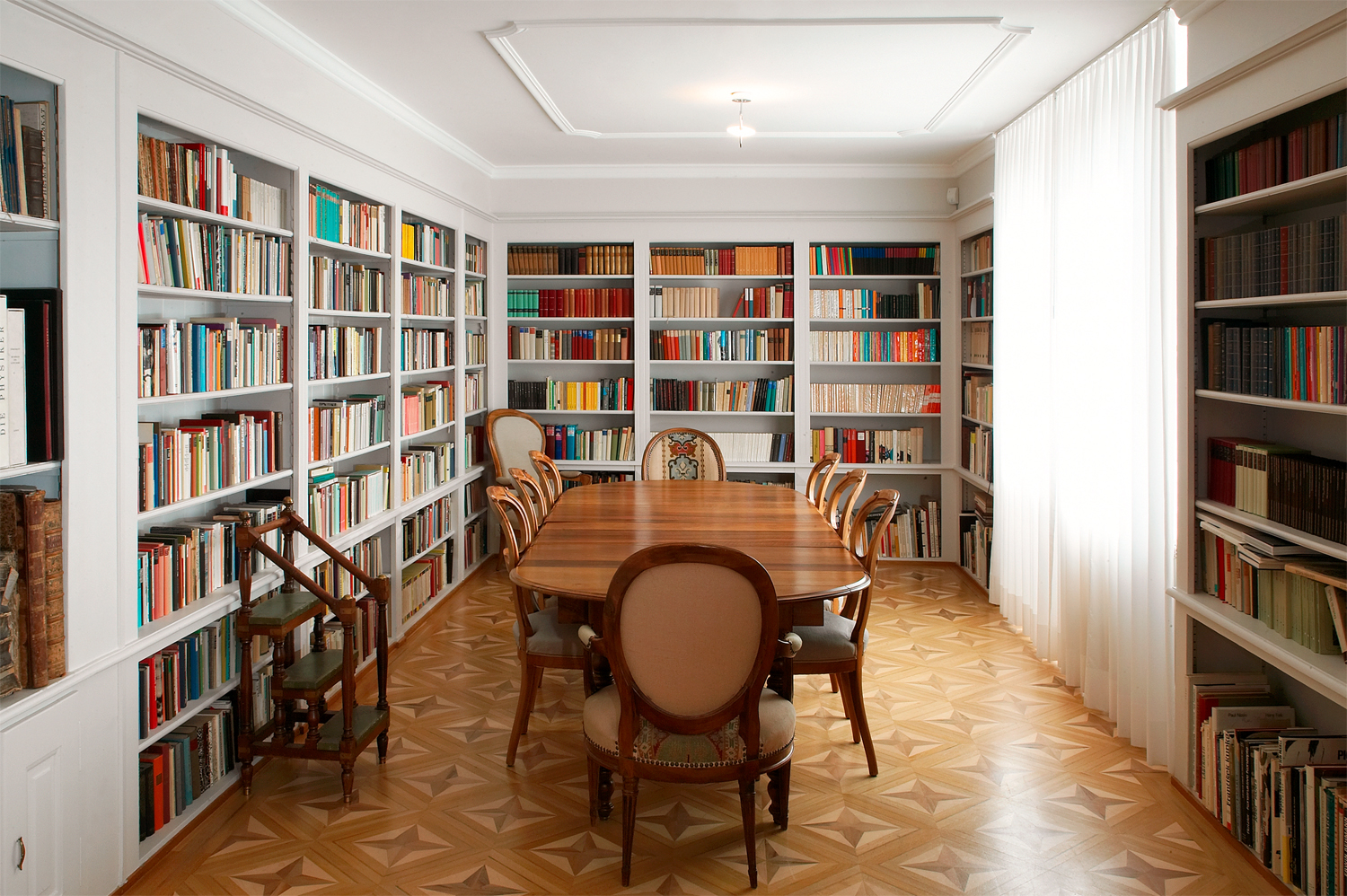
Bibliothek

## Auszeichnungen und Ehrungen

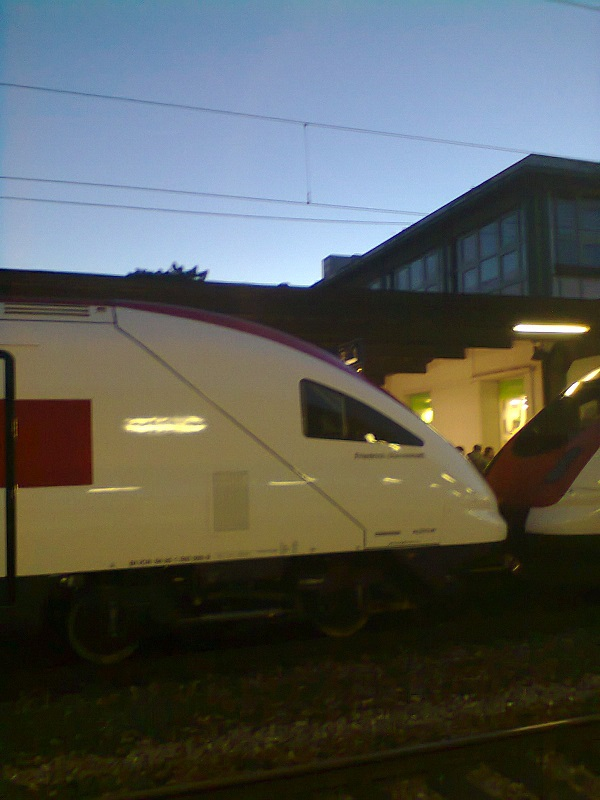
SBB ICN Intercity Neigezug RABDe 500 009-6 mit Taufname Friedrich Dürrenmatt

### Auszeichnungen
- 1948: Preis der Welti-Stiftung für das Drama für Es steht geschrieben
- 1952: Deutscher Kritikerpreis für Der Richter und sein Henker
- 1954: Literaturpreis der Stadt Bern für die Komödie Ein Engel kommt nach Babylon
- 1957: Hörspielpreis der Kriegsblinden für Die Panne
- 1958: Prix Italia für das Hörspiel Abendstunde im Spätherbst
- 1959: Preis der New Yorker Kritiker für Der Besuch der alten Dame
- 1959: Preis zur Förderung des Bernischen Schrifttums für den Roman Das Versprechen
- 1959: Schillerpreis der Stadt Mannheim
- 1960: Grosser Schillerpreis
- 1968: Grillparzer-Preis der Österreichischen Akademie der Wissenschaften
- 1969: Grosser Literaturpreis des Kantons Bern
- 1972: Theaterpreis der Stadt Basel
- 1973: Grosser Schillerpreis der Schweizerischen Schillerstiftung
- 1976: Welsh Arts Council International Writer’s Prize
- 1979: Grosser Literaturpreis der Stadt Bern
- 1981: Weinpreis für Literatur der edition text + kritik, Göttingen[23]
- 1983: Österreichischer Staatspreis für Europäische Literatur
- 1984: Kyoto-Preis für Künste und Philosophie
- 1984: Carl-Zuckmayer-Medaille des Landes Rheinland-Pfalz
- 1985: Jean-Paul-Preis (Bayerischer Literaturpreis)[24]
- 1986: Gottfried-Keller-Preis für sein schriftstellerisches Gesamtwerk
- 1986: Premio Letterario Internationale Mondello (für die italienische Übersetzung des Romans Justiz)[25]
- 1986: Georg-Büchner-Preis der Deutschen Akademie für Sprache und Dichtung
- 1986: Ehrenpreis des Schiller-Gedächtnispreises des Landes Baden-Württemberg
- 1987: Internationaler Preis für Humor und Satire in der Literatur »Hitar Petar«, Bulgarien
- 1988: Prix Alexei Tolstoï der Association internationale des Ecrivains de Romans Policiers
- 1989: Ernst-Robert-Curtius-Preis für Essayistik

### Ehrungen
- 1965: Ehrendoktor der University of Manchester
- 1969: Ehrendoktor der Temple University, Philadelphia.
- 1972: Mitglied des Instituto y Academia Internacional de Autores, Panama
- 1974: Ehrenmitgliedschaft der Ben-Gurion-Universität, Beʾer Scheva, Israel
- 1977: Buber-Rosenzweig-Medaille des deutschen Koordinationsrats der Gesellschaften für christlich-jüdische Zusammenarbeit
- 1977: Ehrendoktor der Université de Nice
- 1977: Ehrendoktor der Hebräischen Universität Jerusalem
- 1981: Ehrendoktor der Universität Neuchâtel
- 1983: Ehrendoktor (für Theologie) der Universität Zürich
- 1987: Ehrung am Festival Européen des Ecrivains in Strasbourg

### Postume Ehrungen
- Mit dem Einverständnis seiner Witwe wurde Dürrenmatt in die Lord Jim Loge aufgenommen.
- Im September 2000 wurde in seinem Wohnhaus das Centre Dürrenmatt eröffnet, wo seither Ausstellungen und Veranstaltungen zu seinem Schaffen stattfinden.
- Am 26. Juli 2000 wurde der Asteroid (14041) Dürrenmatt nach ihm benannt.
- In St. Gallen wurde 2009 die einstige Krügerstrasse, die an den Buren-Führer Paul Krüger (1825–1904) erinnert, einen Wegbereiter der Apartheid in Südafrika, in Dürrenmattstrasse umbenannt.
- Im Januar 2021 erschien eine Sondermünze «Friedrich Dürrenmatt»[26]
- In der Schweiz erschien am 4. März 2021 eine Sonderbriefmarke 100 Jahre Dürrenmatt.[27]
- Zwischen Prêles und Ligerz beim Bielersee befindet sich der 5 Kilometer lange Dürrenmattweg mit 13 interaktiven Posten zu zahlreichen Facetten des Autors.

## Dürrenmatts Dramentheorie
Ähnlich wie Bertolt Brecht (1898–1956), dessen Theorien zum epischen Theater Dürrenmatt studierte und neben dem er als „originellster Theoretiker“ angesehen wird, wollte er beim Zuschauer Distanz zum Geschehen auf der Bühne erzeugen. Der Zuschauer soll nicht weiter die Rolle eines passiven Konsumenten innehaben. Er soll zum eigenständigen Nachdenken angeregt werden.
Dazu bevorzugte Dürrenmatt das Stilmittel der Verfremdung, wodurch allgemein Anerkanntes hinterfragt und die Widersprüchlichkeit gesellschaftlicher Strukturen offenbart werden. Ebenso charakteristisch sind tragisch-groteske Elemente, also eine Verbindung von scheinbar Unvereinbarem. Im Gegensatz zu Brecht präsentierte Dürrenmatt aber keine Weltanschauung (bei Brecht: Marxismus).
Dürrenmatt schuf so seinen eigenen Typus der Tragikomödie, einer Mischform aus Tragödie und Komödie, seiner Meinung nach „die einzig mögliche dramatische Form, heute das Tragische auszusagen“. Denn die Tragödie setzt, wie Dürrenmatt in seinem Text Theaterprobleme von 1955 sagt, „Schuld, Not, Maß, Übersicht, Verantwortung“ voraus, um ihr Ziel, die Läuterung des Einzelnen, zu erreichen. In der Unübersichtlichkeit der modernen Welt, so Dürrenmatt, werde Schuld verwischt und abgeschoben, der Moderne komme nur die Groteske bei. In Bezug auf sein Drama "Die Physiker" prägte er das Zitat "Eine Geschichte ist dann zu Ende gedacht, wenn sie ihre schlimmstmögliche Wendung genommen hat".
Von Marcel Reich-Ranicki werden drei Werke Dürrenmatts hervorgehoben, welche seine Epoche für spätere Generationen greifbar mache: „seine tragische Komödie von der Käuflichkeit des Menschen und von der korrumpierenden Wirkung des Wohlstands“ (Der Besuch der alten Dame, 1956), „die Parabel von der Bedrohung der Menschheit durch die Zivilisation“ (Die Physiker, 1962) „und schließlich die von der deutschen Kritik gänzlich unterschätzte Parabel von der Schuld des Individuums“ (Die Panne, 1956).

## Literarisches Werk
Anmerkung: Viele seiner Romane und Erzählungen wurden auch als Hörspiel bearbeitet. Von beinahe allen Werken existieren unterschiedliche Fassungen.

### Werkausgabe
Von 1980 bis 1986 ist das dramatische Werk in 17 und das Prosawerk in 12 Einzelbänden erschienen, herausgegeben von Daniel Keel in Zusammenarbeit mit dem Autor, gleichzeitig als Hardcover im Arche Verlag und als Taschenbuch im Diogenes Verlag. Band 30 mit Zeugnissen über Friedrich Dürrenmatt ist hier unter Literatur angeführt. 1988 erschien, ebenfalls im Diogenes Verlag, eine mit dieser Ausgabe inhaltsgleiche Werkausgabe in 7 Bänden (inkl. 64-seitigem Begleitheft) in den Ausstattungsvarianten Ganzleinen-Hardcover ISBN 3-257-01771-5 sowie als in Leder gebundene, auf 333 Exemplare limitierte Vorzugsausgabe.
1998 veröffentlichte der Diogenes Verlag die auf 37 Bände erweiterte Taschenbuch-Neuausgabe:
- Das dramatische Werk in 18 Bänden in Kassette. ISBN 3-257-23040-0.
- Das Prosawerk in 19 Bänden in Kassette. ISBN 3-257-23078-8.
- Registerband. Mit einer Chronik zu Leben und Werk, einem Werkverzeichnis, Inhaltsübersicht und einem alphabetischen Gesamtwerkregister, ISBN 3-257-23079-6.

### Prosa

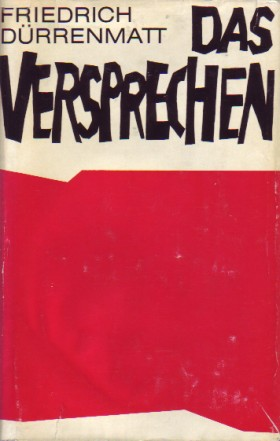
Umschlag der Buchgemeinschaftsausgabe von 1965 von Das Versprechen

- Der Alte. Erzählung. Erschienen 1945 in der Tageszeitung Der Bund. In: Aus den Papieren eines Wärters. Frühe Prosa. Diogenes, Zürich 1980 (= WA 18).
- Der Richter und sein Henker. Kriminalroman. Erschienen zwischen 15. Dezember 1950 und 31. März 1951 in acht Folgen im Beobachter. Benziger, Einsiedeln 1952 (Verfilmt 1975).
- Der Verdacht. Kriminalroman. Erschienen zwischen 15. September 1951 und 29. Februar 1952 als Kriminalroman im Beobachter. Benziger, Einsiedeln 1953.
- Die Stadt. Prosa I–IV. Arche, Zürich 1952. (Enthält neun zwischen 1942 und 1946 entstandene Erzählungen, darunter Der Tunnel.)
- Grieche sucht Griechin. Eine Prosakomödie. Arche, Zürich 1955 (verfilmt 1966)
- Die Panne. Eine noch mögliche Geschichte. Arche, Zürich 1956.
- Das Versprechen. Requiem auf den Kriminalroman. Arche, Zürich 1958; Weiterentwicklung 2. und 28. August 1985 in der Neuen Zürcher Zeitung.
- Die Heimat im Plakat. Ein Buch für Schweizer Kinder. Diogenes, Zürich 1963.
- Sätze aus Amerika. Arche, Zürich 1970.
- Der Sturz. Erzählung. Arche, Zürich 1971.
- Zusammenhänge. Ein Essay über Israel. Eine Konzeption. Arche, Zürich 1976.
- Friedrich Dürrenmatt Lesebuch. Arche, Zürich 1978.
- Mister X macht Ferien. Fragment. Diogenes, Zürich 1978
- Stoffe. Diogenes, Zürich 1981 (darin: Mondfinsternis); vom Autor revidierte Neuausgabe: Labyrinth. Stoffe I–III. Ebd. 1990.
- Minotaurus. Eine Ballade. Mit Zeichnungen des Autors. Diogenes, Zürich 1985.
- Justiz. Roman. Diogenes, Zürich 1985 (verfilmt 1993).
- Der Auftrag oder Vom Beobachten des Beobachters der Beobachter. Novelle in 24 Sätzen. Diogenes, Zürich 1986.
- Durcheinandertal. Roman. Diogenes, Zürich 1989.
- Turmbau. Stoffe IV–IX. Diogenes, Zürich 1990.

### Hörspiele
- 1950: Der Prozeß um des Esels Schatten. Produktion: Radio Bern, Erstsendung: 5. April 1951
- 1951: Romulus der Große. Produktion: Bayerischer Rundfunk, 29. Juni 1951 – Regie: Walter Ohm
- 1952: Der Prozeß um des Esels Schatten. Produktion: Südwestfunk, 13. Februar 1952 – Regie: Karl Peter Biltz
- 1952: Nächtliches Gespräch mit einem verachteten Menschen. Produktion: Bayerischer Rundfunk, 28. Juli 1952 – Regie: Walter Ohm (UA der Bühnenfassung: Münchner Kammerspiele, 25. Juli 1952 – Regie: Hans Schweikart)
- 1952: Stranitzky und der Nationalheld. Produktion: Nordwestdeutscher Rundfunk, 6. November 1952 – Regie: Fritz Schröder-Jahn
- 1952: Stranitzky und der Nationalheld. Produktion: Süddeutscher Rundfunk, 9. November 1952 – Regie: Paul Land
- 1953: Der Prozeß um des Esels Schatten. Produktion: ORF Kärnten, 30. Januar 1953 – Regie: Gustav Bartelmus
- 1953: Stranitzky und der Nationalheld. Produktion: Bayerischer Rundfunk, 12. Januar 1954 – Regie: Walter Ohm
- 1954: Stranitzky und der Nationalheld. Produktion: ORF Wien, 29. April 1954 – Regie: Erich Neuberg
- 1954: Ein Engel kommt nach Babylon. Produktion: Nordwestdeutscher Rundfunk, 10. Juni 1954 – Regie: Raoul Wolfgang Schnell
- 1954: Herkules und der Augiasstall. Produktion: Nordwestdeutscher Rundfunk, 2. Dezember 1954 – Regie: Gert Westphal UA der Bühnenfassung: Schauspielhaus Zürich, 20. März 1963
- 1954: Herkules und der Augiasstall. Produktion: Süddeutscher Rundfunk, 8. Dezember 1954 – Regie: Otto Kurth
- 1954: Das Unternehmen der Wega. Produktion: BR, NWDR und SDR, 18. Januar 1955 – Regie: Walter Ohm
- 1955: Das Unternehmen der Wega. Produktion: Nordwestdeutscher Rundfunk, 20. Januar 1955 – Regie: Kurt Reiss
- 1955: Das Unternehmen der Wega. Produktion: Südwestfunk, 19. Juli 1955 – Regie: Ludwig Cremer
- 1955: Herkules und der Stall des Augias. Produktion: ORF Wien 29. August 1955 – Regie: Werner Riemerschmid
- 1955: Das Unternehmen Wega. Produktion: ORF Tirol, 13. September 1955 – Regie: Hermann Brix
- 1956: Die Panne. Produktion: Bayerischer Rundfunk, Süddeutscher Rundfunk, 17. Januar 1956 – Regie: Walter Ohm
- 1956: Die Panne. Produktion: Norddeutscher Rundfunk, 19. Mai 1956 – Regie: Gustav Burmester (Auszeichnung: Hörspielpreis der Kriegsblinden 1957)
- 1956: Herkules und der Stall des Augias – Produktion: Bayerischer Rundfunk, 26. Juni 1956 – Regie: Walter Ohm
- 1956: Romulus der Große. Produktion: Süddeutscher Rundfunk, 27. Juni 1956 – Regie: Franz Peter Wirth
- 1956: Die Panne. Produktion: ORF Tirol, 19. Dezember 1956 – Regie: Hermann Brix
- 1957: Abendstunde im Spätherbst. Produktion: Norddeutscher Rundfunk vom 7. Mai 1957 – Regie: Gustav Burmester
- 1957: Abendstunde im Spätherbst. Produktion: Süddeutscher Rundfunk und Norddeutscher Rundfunk, 20. Mai 1957 – Regie: Walter Knaus
- 1957: Der Besuch der alten Dame. Produktion: Bayerischer Rundfunk, 4. Juni 1957 – Regie: Walter Ohm
- 1957: Abendstunde im Spätherbst. Produktion: ORF Wien, 20. November 1957 – Regie: Ernst Schönwiese
- 1958: Nächtliches Gespräch mit einem verachteten Menschen. Produktion: Sender Freies Berlin, 26. Februar 1959 – Regie: Rolf von Goth
- 1958: Nächtliches Gespräch mit einem verachteten Menschen. Produktion: ORF Tirol, 9. Dezember 1959 – Regie: Hermann Brix
- 1959: Nächtliches Gespräch mit einem verachteten Menschen. Produktion: Norddeutscher Rundfunk, 6. Februar 1959 – Regie: Fritz Schröder-Jahn
- 1959: Nächtliches Gespräch mit einem verachteten Menschen. Produktion: Hessischer Rundfunk, 8. Januar 1960 – Regie: Theodor Steiner
- 1960: Nächtliches Gespräch mit einem verachteten Menschen. Produktion: Süddeutscher Rundfunk, 20. Juli 1960 – Regie: Walter Knaus
- 1960: Der Doppelgänger. Produktion: Bayerischer Rundfunk und Norddeutscher Rundfunk, 21. Dezember 1960 – Musik: Siegfried Franz, Regie: Gustav Burmester.
- 1962: Der Prozeß um des Esels Schatten. Produktion: Süddeutscher Rundfunk, 1. April 1962 – Regie: Otto Kurth
- 1962: Die Panne. Regie: Hans Knötzsch (Rundfunk der DDR)
- 1964: Der Prozeß um des Esels Schatten. Produktion: Bayerischer Rundfunk, Saarländischer Rundfunk, 8. Dezember 1964 – Regie: Otto Kurth
- 1967: Der Prozeß um des Esels Schatten. Produktion: Rundfunk der DDR, 29. Mai 1967 – Regie: Edgar Kaufmann
- 1967: Romulus der Große. Produktion: Bayerischer Rundfunk, 12. März 1968 – Regie: Paul Pörtner
- 1969: Friedrich Dürrenmatt gibt eine Einleitung zu seinem Hörspiel „Die Panne“. Produktion: Westdeutscher Rundfunk Köln, 23. Oktober 1969
- 1970: Romulus der Große. Produktion: ORF Oberösterreich, 24. Juli 1970 – Regie: Ferry Bauer
- 1971: Der Doppelgänger. Produktion: ORF Vorarlberg, 19. März 1971 – Regie: Klaus Gmeiner.
- 1974: Der Mitmacher. Produktion: Österreichischer Rundfunk, Schweizer Radio DRS und Bayerischer Rundfunk, 11. Januar 1974 – Regie: Hans Hausmann
- 1974: Der Prozeß um des Esels Schatten. Produktion: Schweizer Radio DRS Tag und Monat nicht angegeben 1974 – Regie: Klaus W. Leonhard
- 1977: Die Frist. Produktion: Deutschlandfunk, 19. November 1977 (Aufzeichnung der Uraufführung im Schauspielhaus Zürich in einer Inszenierung von Kazimierz Dejmek)
- 1996: Das Versprechen. Kriminalroman als szenische Lesung, inszeniert von Walter Baumgartner, Radio DRS, jetzt SRF[31]
- 1997: Der Pensionierte. Produktion: Südwestfunk und Mitteldeutscher Rundfunk, 21. Dezember 1997 – Regie: Urs Widmer
- 2004: Minotaurus. Eine Ballade. Produktion: Deutschlandradio, 26. September 2004 – Regie: Beate Andres (Auszeichnung: Prix Marulić 2005)

### Theaterstücke
- 1947: Es steht geschrieben. Eine Komödie. – UA: 19. April, Schauspielhaus Zürich, Regie: Kurt Horwitz.
- 1948: Der Blinde. Ein Drama. – UA: 10. Januar, Stadttheater Basel, Regie: Ernst Ginsberg.
- 1949: Romulus der Große. Eine Komödie. – UA: 25. April, Stadttheater Basel, Regie: Ernst Ginsberg.

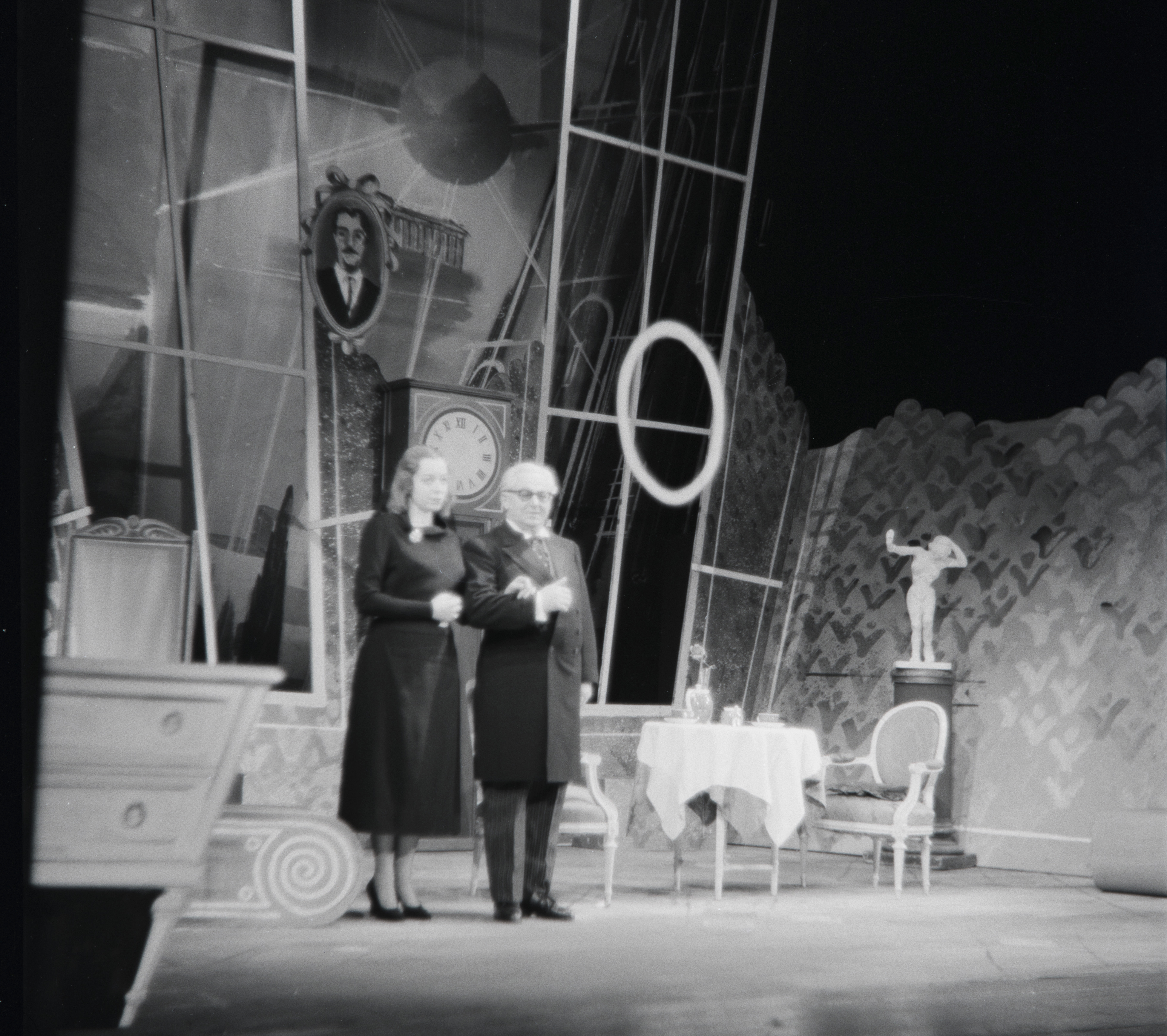
Szene aus Die Ehe des Herrn Mississippi, Stadttheater Bern,
Foto: Fred Erismann, 1954

- 1952: Die Ehe des Herrn Mississippi. UA: 26. März, Münchner Kammerspiele, Regie: Hans Schweikart.
- 1953: Ein Engel kommt nach Babylon. UA: 22. Dezember, Münchner Kammerspiele, Regie: Hans Schweikart.
- 1956: Der Besuch der alten Dame. Eine tragische Komödie. UA: 29. Januar, Schauspielhaus Zürich, Regie: Oskar Wälterlin.
  - 1971: Der Besuch der alten Dame. Oper, Musik von Gottfried von Einem, UA: 1971 in Wien.
  - 1982: Der Besuch der alten Dame. Drehbuch für den TV-Film, Erstsendung: 28. November 1982, Regie: Max Peter Ammann, mit Maria Schell.
- 1956: Abendstunde im Spätherbst. Utopische Komödie in einem Akt zur Phänomenologie des Schriftstellers – UA: 19. November 1959, Berliner Renaissancetheater.
- 1957: Die Panne – Fernsehspiel. 1979 Fassung als Komödie.
- 1958: Es geschah am hellichten Tag. Treatment zum Film, Drehbuch von Regisseur Ladislao Vajda, mit Heinz Rühmann, Gert Fröbe, Michel Simon.

Premierenfeier zu Frank der Fünfte, Therese Giehse, Friedrich Dürrenmatt, Maria Becker, im Hintergrund: Peter Schifferli, Foto: Comet Photo, ETH-Bibliothek, 19. März 1959

- 1959: Frank der Fünfte. Oper einer Privatbank. (2. Fassung mit Untertitel: Komödie. 3. Fassung mit Untertitel: Komödie einer Privatbank.) UA: 19. März, Schauspielhaus Zürich. Musik: Paul Burkhard. Regie: Oskar Wälterlin.
- 1962: Die Physiker. Eine Komödie in 2 Akten. UA: 20. Februar, Schauspielhaus Zürich. Regie: Kurt Horwitz. 1964 verfilmt von Fritz Umgelter.
- 1963: Herkules und der Stall des Augias. UA: 20. März, Schauspielhaus Zürich, Regie: Leonard Steckel.
- 1966: Der Meteor. Eine Komödie in 2 Akten. UA: 20. Januar, Schauspielhaus Zürich. Regie: Leopold Lindtberg.
- 1967: Die Wiedertäufer. Eine Komödie in zwei Teilen (Umarbeitung des Erstlingsdramas Es steht geschrieben). UA: 16. März 1967, Schauspielhaus Zürich. Regie: Werner Düggelin.
- 1968: König Johann nach Shakespeare. UA: 18. September, Stadttheater Basel. Regie: Werner Düggelin.
- 1969: Play Strindberg. Totentanz nach August Strindberg. UA: 8. Februar, Basler Komödie. Regie: F. Dürrenmatt/Erich Holliger.
- 1970: Porträt eines Planeten. UA: 10. November, Schauspielhaus Düsseldorf, Regie: Erwin Axer.
- 1970: Titus Andronicus. Eine Komödie nach Shakespeare. UA: 12. Dezember, Schauspielhaus Düsseldorf, Regie: Karl-Heinz Stroux.
- 1972: Der Mitmacher. Komödie. UA: 8. März 1973, Schauspielhaus Zürich, Regie: Andrzej Wajda.
- 1975: Die Frist. Eine Komödie. Neufassung 1980.
- 1980: Dichterdämmerung. Eine Komödie. UA: 4. April 1987, Theater Maskerade, Bottrop (stark veränderte Theaterfassung von Abendstunde im Spätherbst).
- 1983: Achterloo. Eine Komödie. UA: 6. Oktober, Schauspielhaus Zürich, Regie: Gerd Heinz.
- 1986: Rollenspiele. Charlotte Kerr: Protokoll einer fiktiven Inszenierung. [F. D.:] Assoziationen mit einem dicken Filzstift. Zwischenwort. Achterloo III.
- 1988: Achterloo IV. Komödie. UA: 17. Juni, Rokokotheater des Schlosses Schwetzingen anlässlich der Schwetzinger Festspiele, Regie: F. D., mit Helmuth Lohner, Charlotte Kerr.

### Postum erschienen
- Midas oder Die schwarze Leinwand. Diogenes, Zürich 1991, ISBN 3-257-01885-1.
- Kants Hoffnung. Zwei politische Reden. Zwei Gedichte aus dem Nachlass. Mit einem Essay von Walter Jens. Diogenes, Zürich 1991, ISBN 3-257-01890-8.
- Gedankenfuge. Essays, Erzählungen und Fragmente aus dem Nachlass. Diogenes, Zürich 1992, ISBN 3-257-01888-6.
- Das Mögliche ist ungeheuer. Ausgewählte Gedichte. Diogenes, Zürich 1993, ISBN 3-257-01946-7.
- Skizzenbuch. Engel, Teufel und so weiter. Hrsg. v. Charlotte Kerr u. Ted Scapa. Benteli, Wabern 1994, ISBN 3-7165-0939-6.
- Der Pensionierte. Fragment eines Kriminalromans. Diogenes, Zürich 1995, ISBN 3-257-06063-7.
- Gespräche 1961–1990 in vier Bänden. Hrsg. v. Heinz Ludwig Arnold. Diogenes, Zürich 1996, ISBN 3-257-06111-0.
- Briefwechsel. (Mit Max Frisch). Hrsg. v. Peter Rüedi. Diogenes, Zürich 1998, ISBN 3-257-06174-9.
- Das Nashorn schreibt der Tigerin. Bild-Geschichten. Hrsg. v. Charlotte Kerr. Erker, St. Gallen 2001, ISBN 3-905546-51-5.
- Der Schachspieler. Ein Fragment. Ill. v. Hannes Binder. Officina Ludi, Großhansdorf 2007, ISBN 978-3-00-022105-7.
- Das Stoffe-Projekt. Textgenetische Edition in fünf Bänden, aus dem Nachlass hrsg. v. Ulrich Weber und Rudolf Probst. Diogenes, Zürich 2021, ISBN 978-3-257-07101-6. (online)

## Bildnerisches Werk
Dürrenmatts malerisches Werk blieb der breiten Öffentlichkeit lange Zeit unbekannt. In seinen „dramaturgischen“ Bildern interpretiert Dürrenmatt oft Motive aus der Mythologie oder der Religion neu.

### Galerie
Alle Bilder: Sammlung Centre Dürrenmatt Neuchâtel

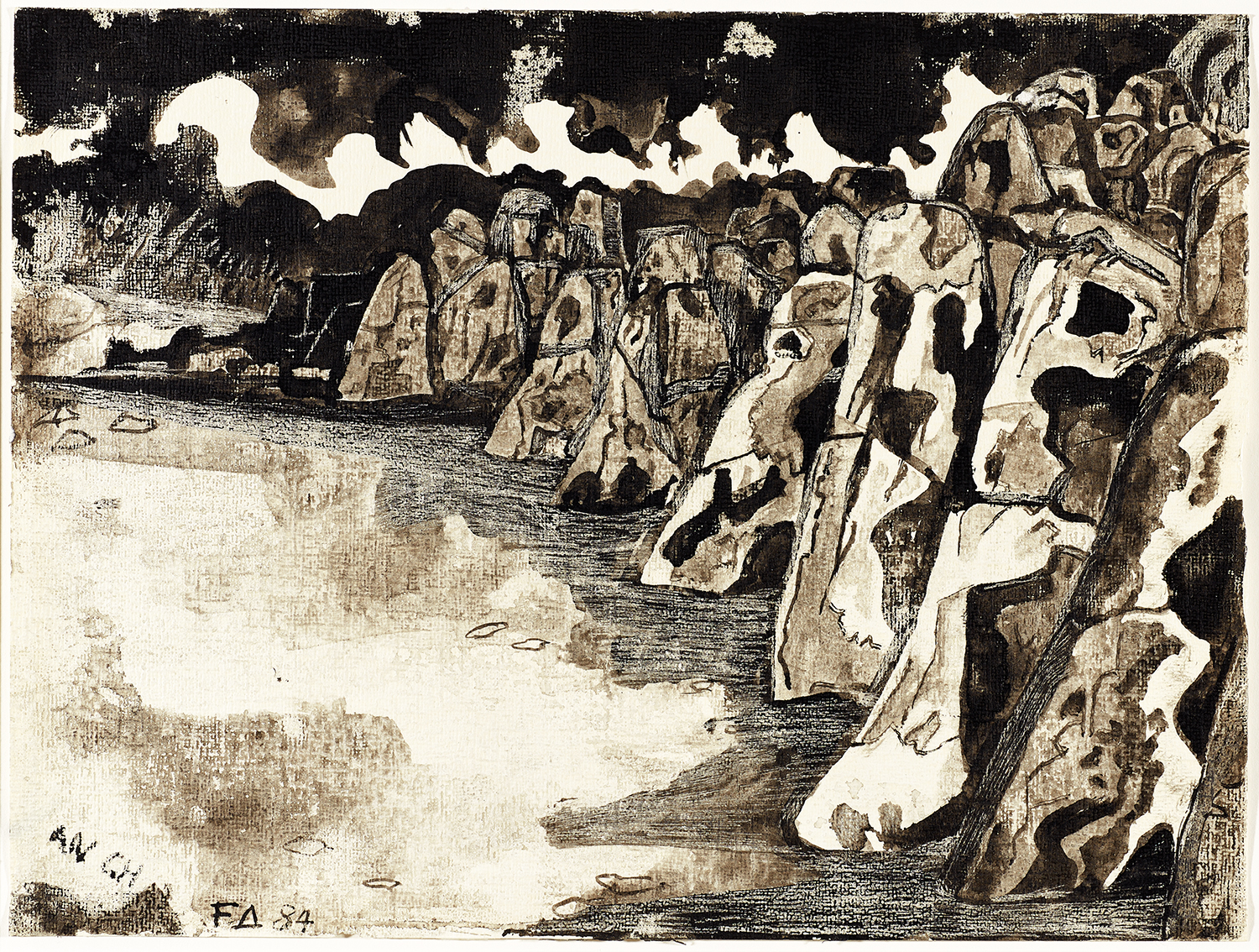
Lima, 1984
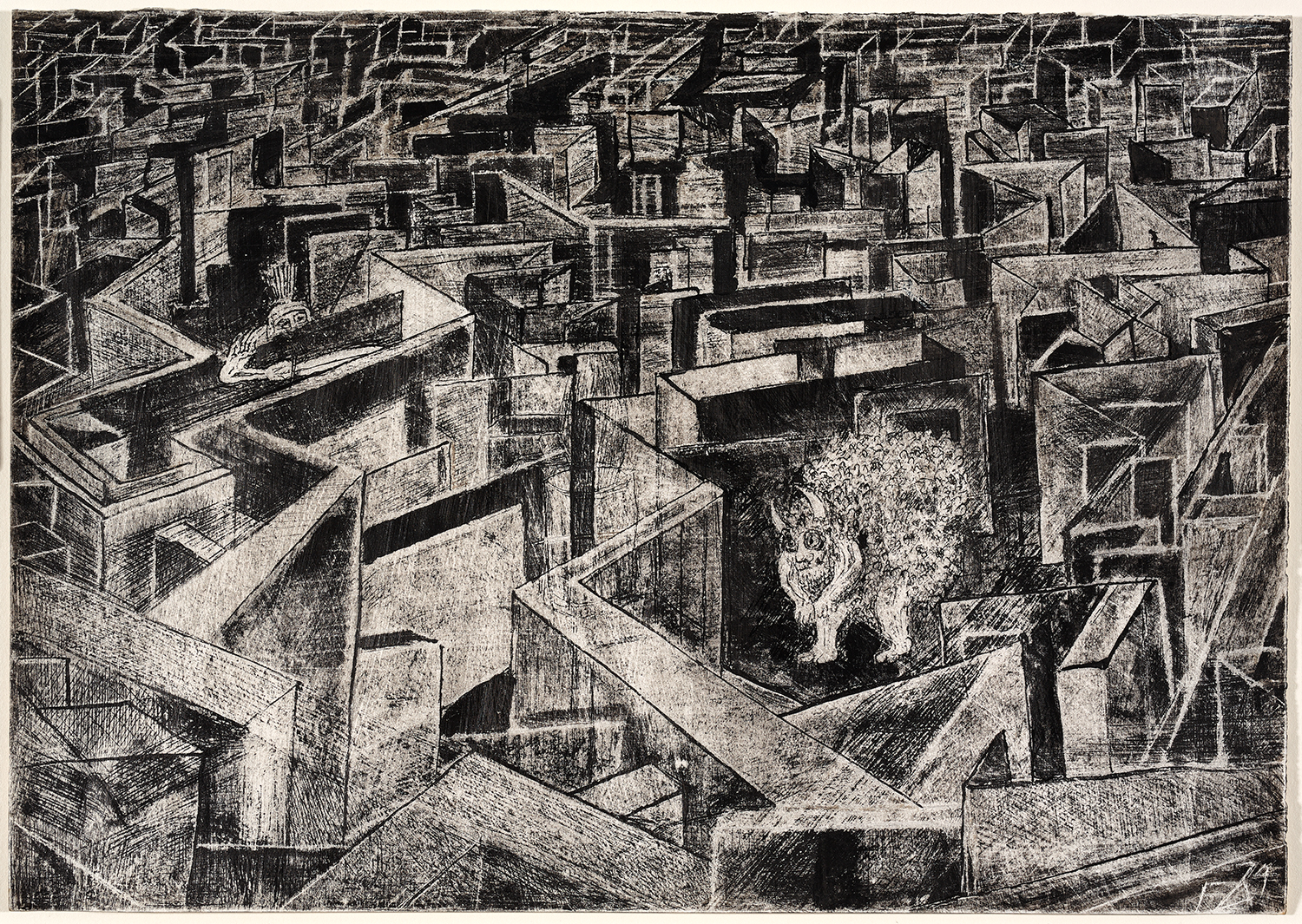
Der verängstigte Minotaurus, 1974
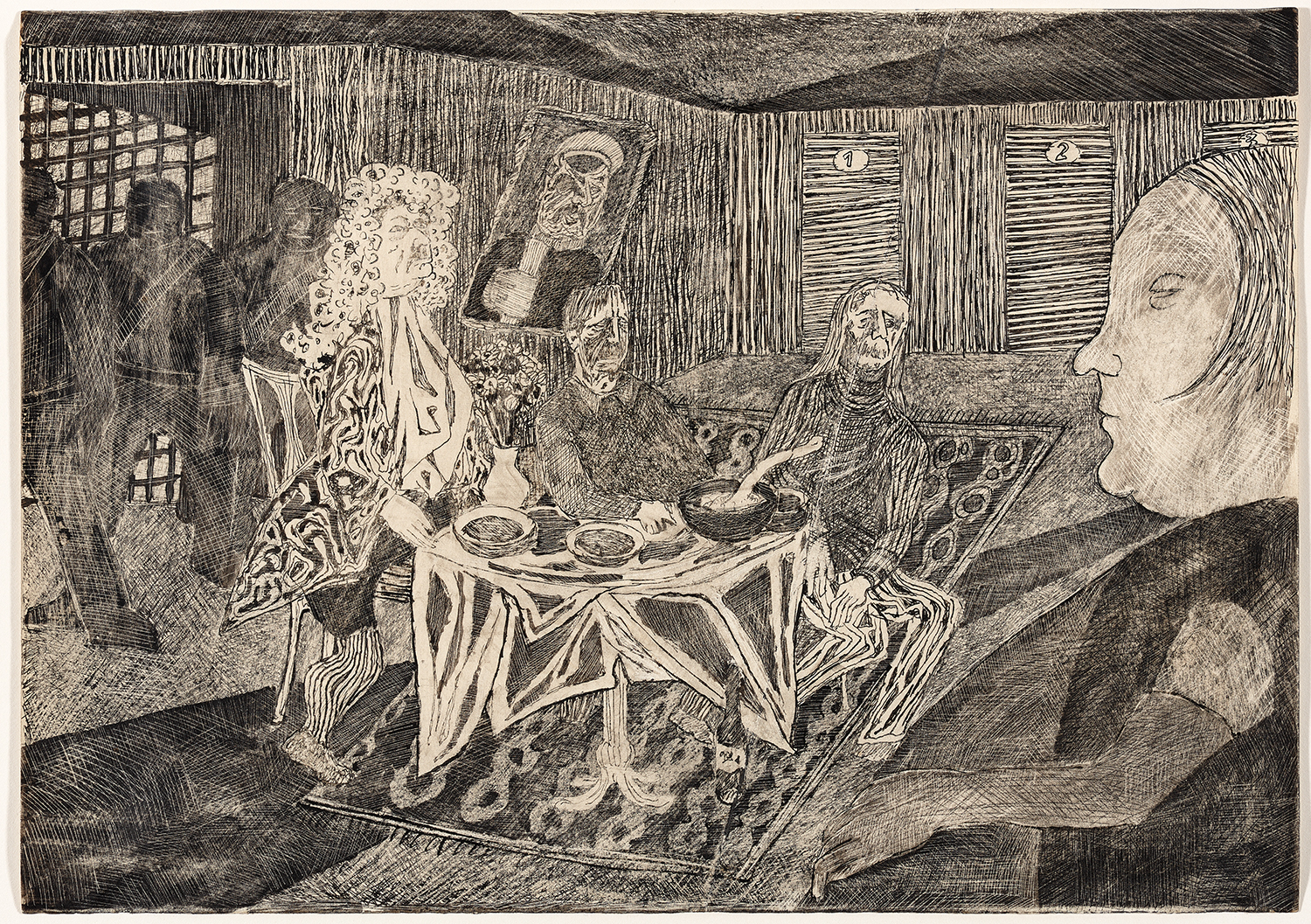
Die Physiker I, 1962

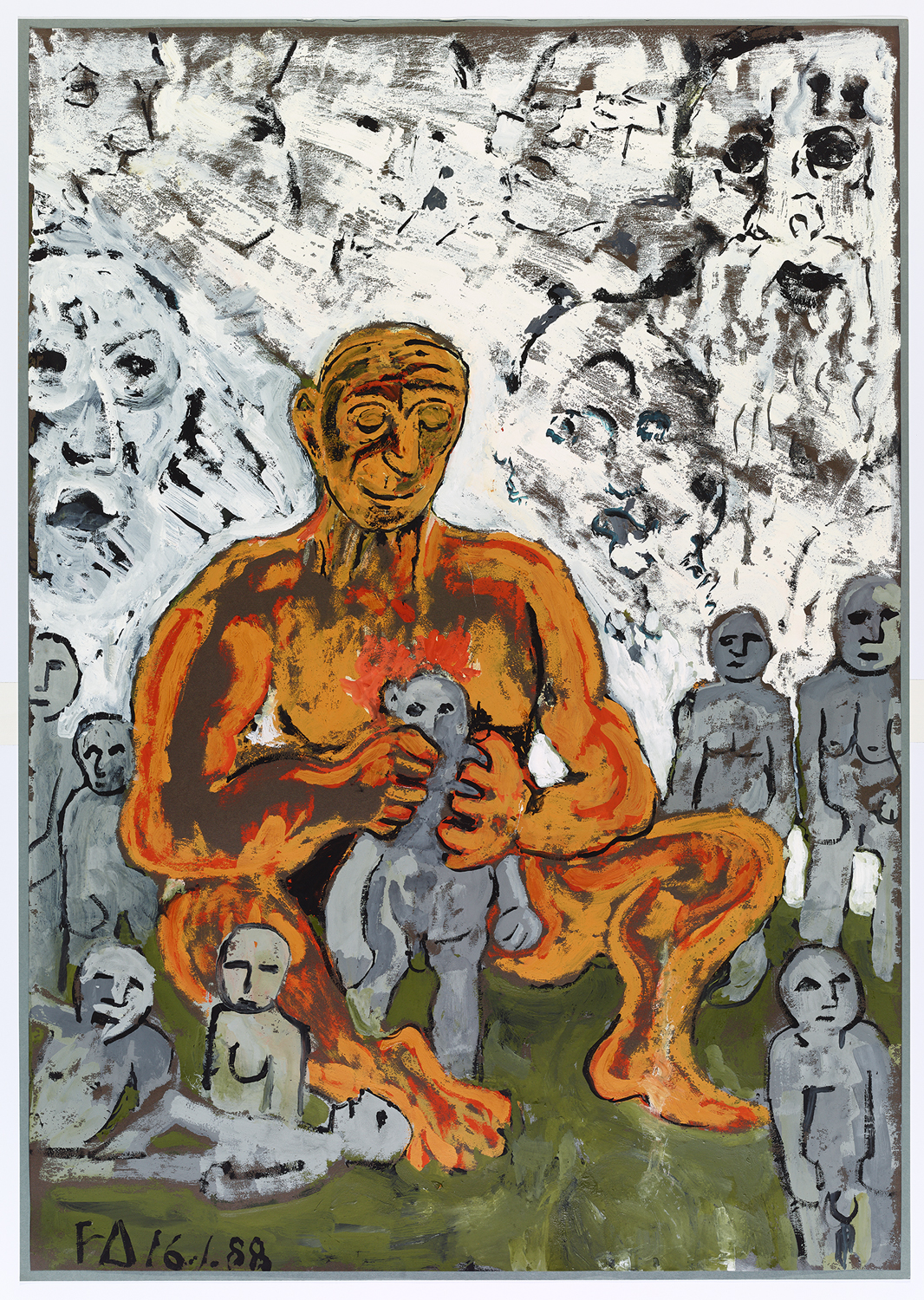
Prometheus, Menschen formend, 1988
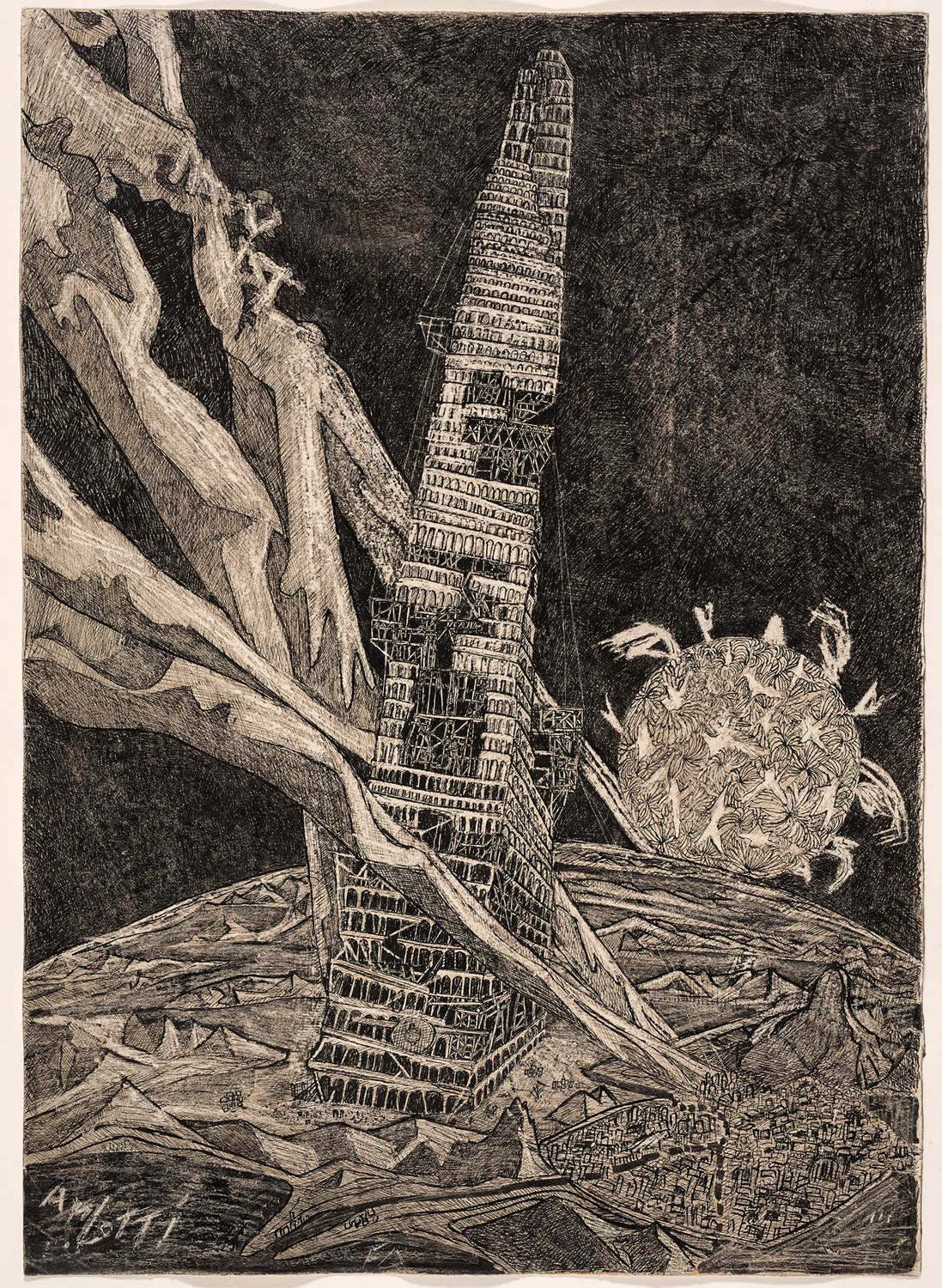
Tour de Babel I, 1952
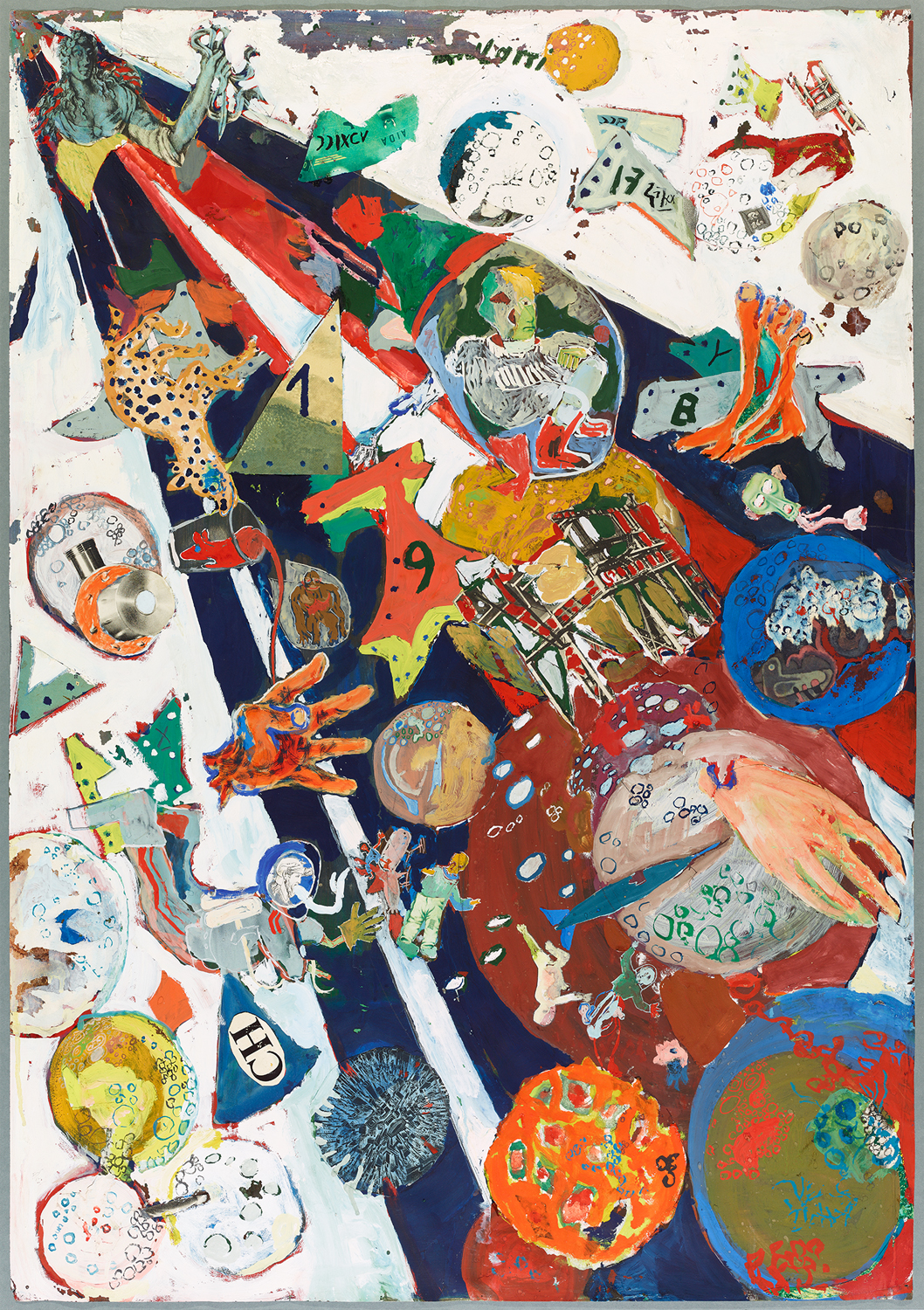
Die Physiker II (Weltraumpsalm), 1973
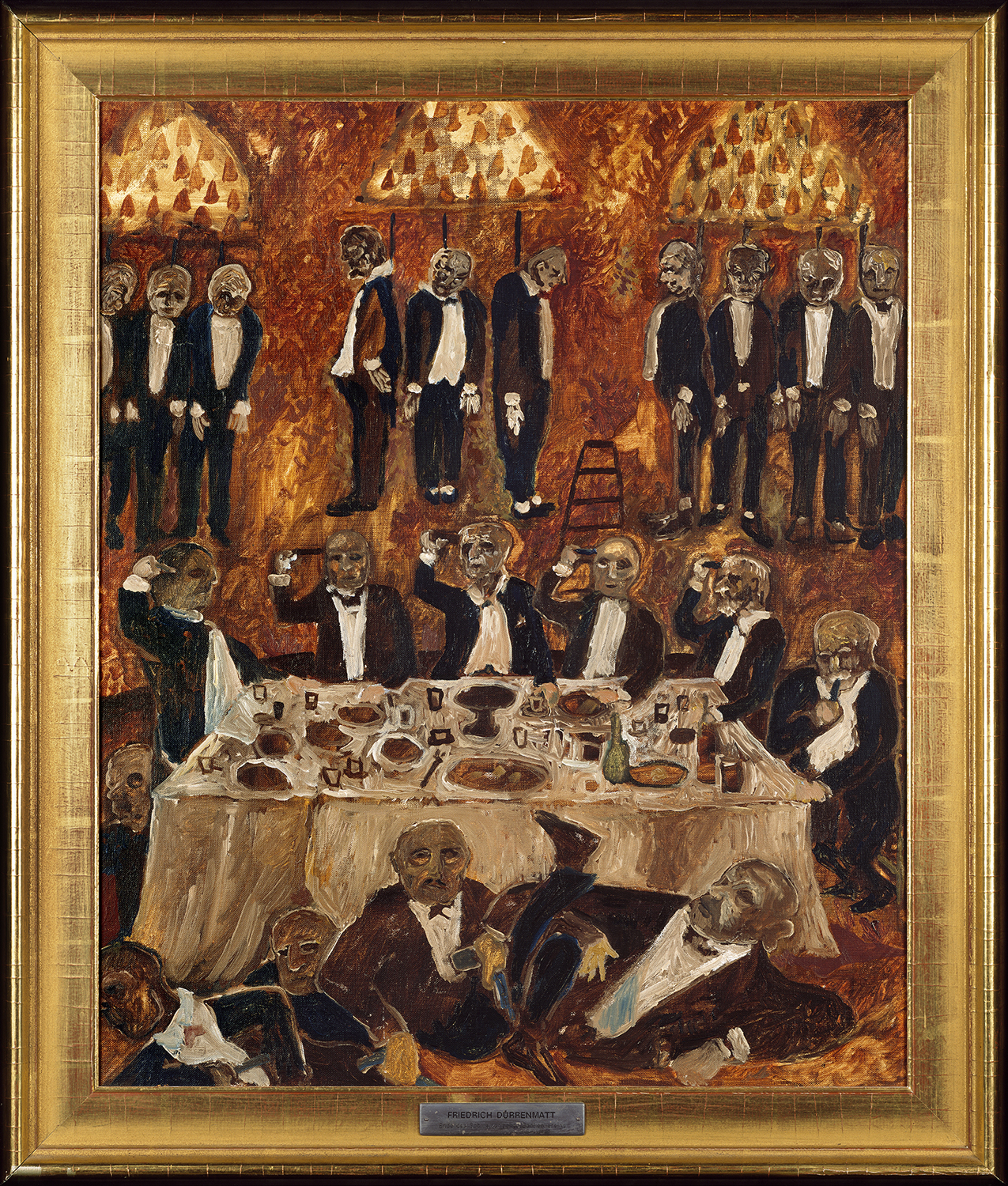
Letzte Generalversammlung der Eidgenössischen Bankanstalt, 1966
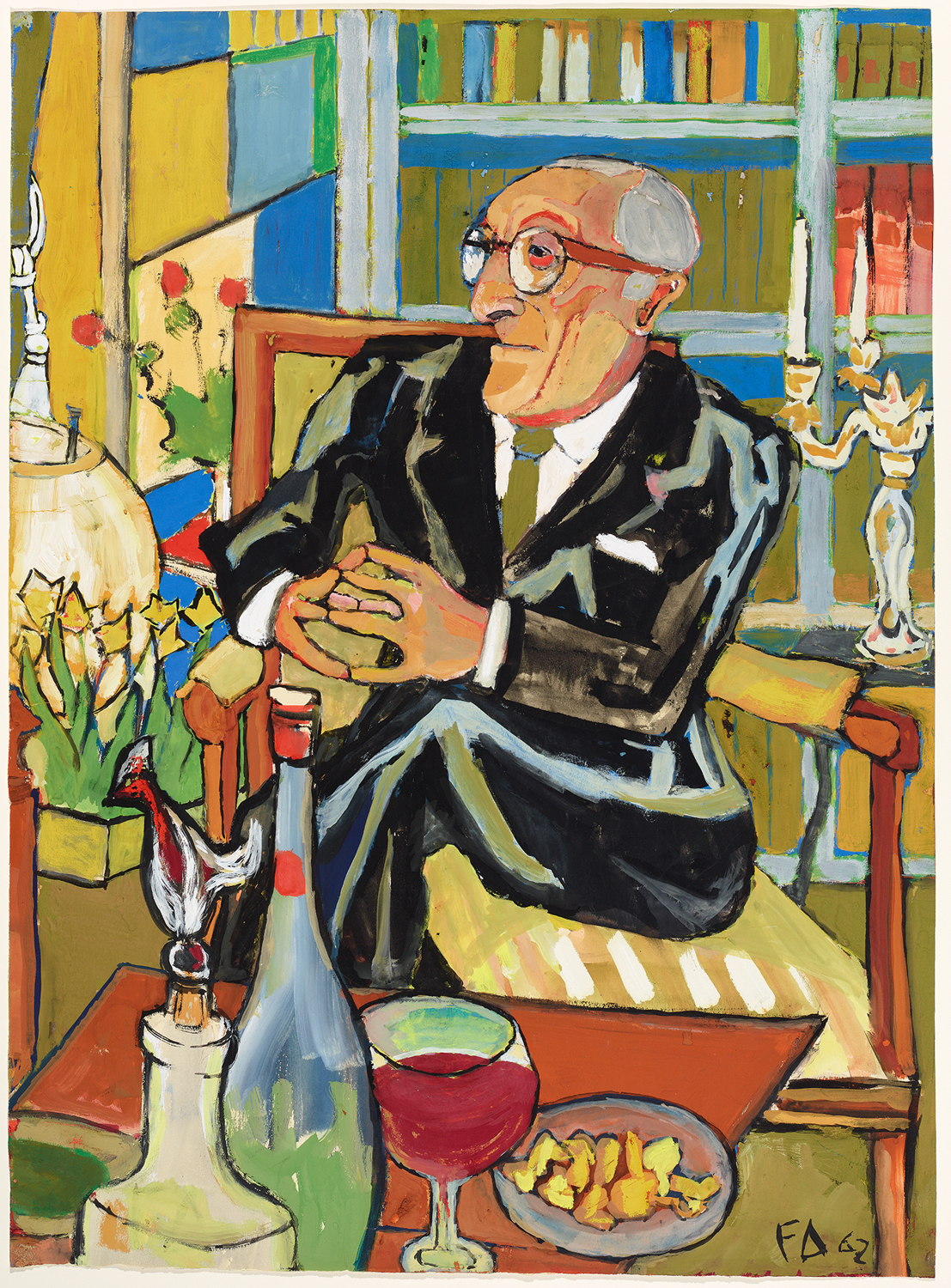
Porträt eines Psychiaters (Dr. Otto Riggenbach), 1962

### Ausstellungen

#### Zu Lebzeiten

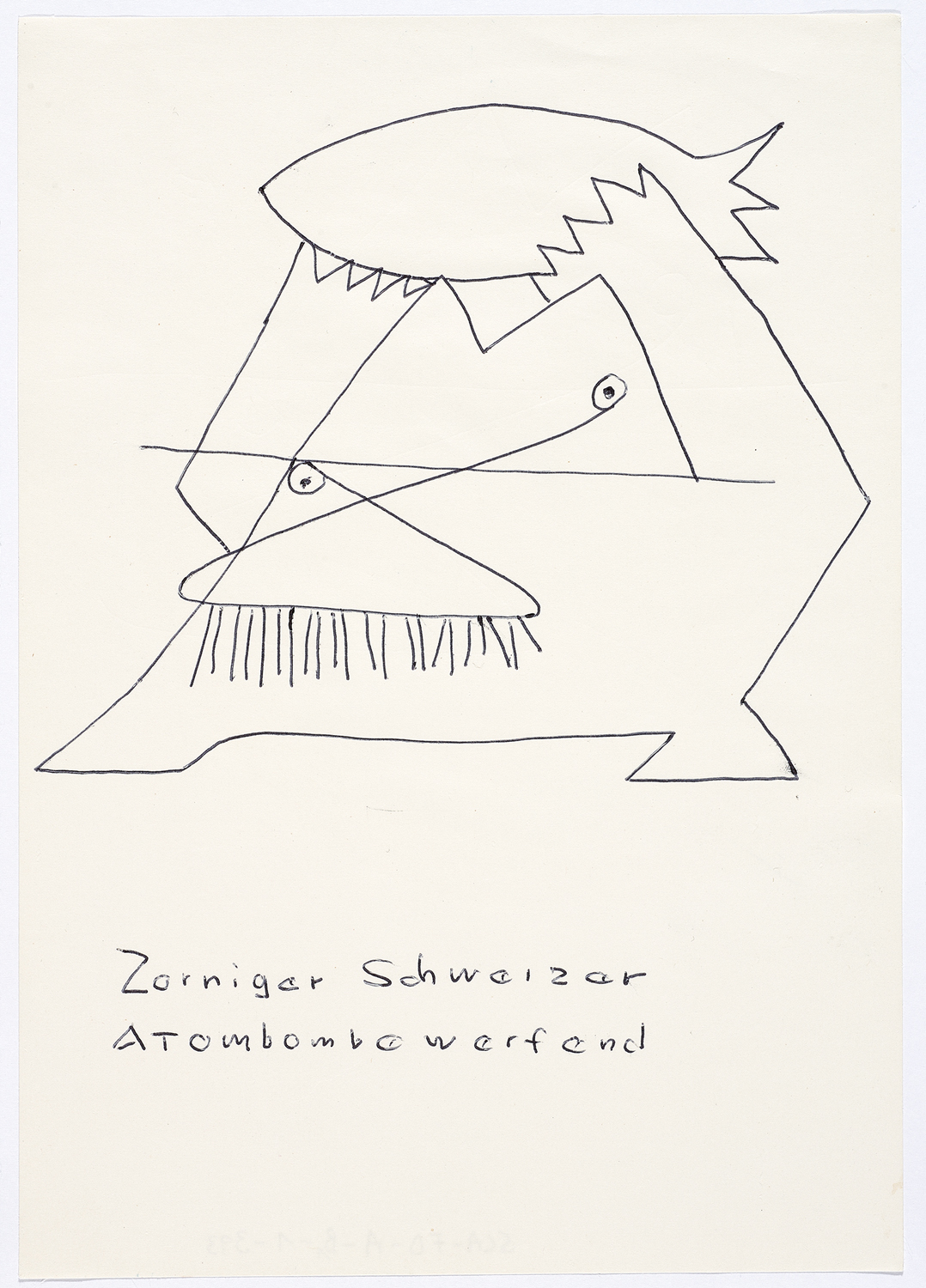
Zorniger Schweizer Atombombe werfend I, Kugelschreiber auf Papier, 20,9 × 14,4 cm, Sammlung Centre Dürrenmatt Neuchâtel

- 1976: Bilder der Sammlung von Hans Liechti, Förderer und Freund, Galerie Bernard, Hôtel du Rocher, Neuenburg.
- 1978: Zeichnungen und Gemälde, Galerie Daniel Keel, Zürich.
- 1985: Illustration zur Ballade Minotaurus III, Musée d’Art et d’Histoire de Neuchâtel.

#### Posthum
- 1994: Friedrich Dürrenmatt – Portrait eines Universums. Das zeichnerische und malerische Werk. Kunsthaus Zürich, Bührlesaal, 18. März bis 3. Juli 1994.
- 1998: Friedrich Dürrenmatt. Fotografien. Eine Fotoausstellung des Schweizerischen Literaturarchivs Bern. Literaturhaus München, 6. April bis 1. Juni 1998.
- 2015: Friedrich Dürrenmatt, dramaturgischer Zeichner. Kabinettausstellung im Musée d'Art et d'Histoire de Neuchâtel, 9. Juni bis 6. September 2015.
- 2016: «Ionesco – Dürrenmatt. Malerei und Theater». Centre Dürrenmatt Neuchâtel, 12. Juni – 11. September 2016.[32]
- ab 2000: Dauerausstellung im Museum Centre Dürrenmatt, Neuenburg.
- 2020: Dürrenmatt als Zeichner und Maler. Schloss Spiez, 4. Juli bis 25. Oktober 2020.
- 2020: Kosmos Dürrenmatt, Prosawerk «Stoffe» und Theaterarbeit am Schauspielhaus Zürich, Strauhof Zürich, 22. Oktober 2020 bis 10. Januar 2021.[33]
- 2020/2021: Planet Dürrenmatt. „Friedrich Dürrenmatt: Karikaturen – Caricatures“. Kurpfälzisches Museum Heidelberg, 18. Dezember 2020 bis 7. Februar 2021.
- 2020/2021: Friedrich Dürrenmatt – Werke in internationalen Übersetzungen. Stadtbücherei Heidelberg, 13. Oktober 2020 bis 24. Februar 2021.
- 2021: Konolfingen zur Zeit Dürrenmatts. Dorfmuseum Konolfingen, 7. März bis 20. Juni und 5. September bis 21. November 2021.

## Filme (Auswahl)
- Friedrich Dürrenmatt – Im Labyrinth. Dokumentarfilm, Schweiz, 2015, 52:30 Min., Buch und Regie: Sabine Gisiger, Produktion: Das Kollektiv, SRG SSR, SRF, RTS, RSI, arte, Reihe: Sternstunde Kunst, Kinopremiere: 26. Januar 2015 bei den Solothurner Filmtagen, Erstsendung: 1. Februar 2015 bei SRF, Inhaltsangabe von SRF.[36]
- Marcel Reich-Ranicki über Friedrich Dürrenmatt. Gespräch, Deutschland, 2001, 45:12 Min., Regie: Thomas M. Lindner, Moderation: Peter Voß, Produktion: SWR, Reihe: lauter schwierige Patienten, Inhaltsangabe von ARD.
- Portrait eines Planeten – Friedrich Dürrenmatt. Dokumentarfilm, BR Deutschland, 1984, 241 Min., Produktion: Kerr-Sokal Film, Süddeutscher Rundfunk, Erstsendung: 26. Dezember 1984 beim SDR, Neu-Edition: 2006, 194 Min., Buch und Regie: Charlotte Kerr, Vertrieb: Diogenes Verlag, ISBN 3-257-95140-X, Inhaltsangabe von lehrerbibliothek.de.